# Liga Europeană EHF Feminin 2024-2025
Liga Europeană EHF Feminin 2024-25 a fost cea de-a 44-a ediție a fostei Cupe EHF și a cincea ediție după redenumirea acesteia, în 2020, în Liga Europeană EHF Feminin. Competiția a fost organizată și supervizată de Federația Europeană de Handbal (EHF).

## Formatul
Sistemul de joc a fost asemănător cu cel din ediția anterioară: au existat trei manșe de calificare, o fază a grupelor și faze eliminatorii. La fel ca și în cazul ediției anterioare, în manșa 1 a ediției 2024-25 nu s-a desfășurat nici o partidă.

## Manșele preliminare

### Manșa 1 de calificare
În această manșă nu s-au desfășurat meciuri.

### Manșa a 2-a de calificare
În această manșă au fost distribuite 18 echipe. Ele au jucat grupate câte două, în sistem tur-retur. Turul s-a desfășurat între 5 și 6 octombrie, iar returul între 12 și 13 octombrie 2024. Cele 9 câștigătoare au avansat în manșa a 3-a.

### Manșa a 3-a de calificare
În această manșă au fost distribuite în primă fază 15 echipe, cărora li s-au alăturat cele 9 câștigătoare ale manșei a 2-a. Cele 24 de echipe rezultate în total au jucat grupate câte două, în sistem tur-retur. Turul s-a desfășurat între 9 și 10 noiembrie, iar returul între 16 și 17 noiembrie 2024. Cele 12 câștigătoare au avansat în faza grupelor.

### Faza grupelor
4 echipe au fost calificate direct în această fază. Ulterior, lor li s-au alăturat cele 12 echipe câștigătoare ale manșei a 3-a de calificare. Cele 16 echipe rezultate au fost împărțite în 4 grupe de câte 4 echipe fiecare.

## Tragerile la sorți și datele manșelor
Distribuția echipelor în manșele a 2-a și a 3-a a fost determinată prin tragere la sorți pe data de 16 iulie 2024, de la ora locală 11:00, la sediul EHF de la Viena, iar extragerea a fost transmisă în direct pe canalul online ehfTV și pe conturile de Facebook și YouTube ale EHF.
| Rundă                | Data tragerii la sorți | Tur                                               | Retur                                             |
| -------------------- | ---------------------- | ------------------------------------------------- | ------------------------------------------------- |
| Manșa 1              | Nu se joacă meciuri    | Nu se joacă meciuri                               | Nu se joacă meciuri                               |
| Manșa a 2-a          | 16 iulie 2024          | 5–6 octombrie 2024                                | 12–13 octombrie 2024                              |
| Manșa a 3-a          | 16 iulie 2024          | 9–10 noiembrie 2024                               | 16–17 noiembrie 2024                              |
| Faza grupelor        | 21 noiembrie 2024      | 11–12 ianuarie 2025, până pe 22–23 februarie 2025 | 11–12 ianuarie 2025, până pe 22–23 februarie 2025 |
| Sferturile de finală | Fără tragere la sorți  | 22–23 martie 2025                                 | 29–30 martie 2025                                 |
| Final4               |                        | 3–4 mai 2025                                      | 3–4 mai 2025                                      |

## Faza calificărilor

### Manșa 1
În această manșă nu s-au disputat meciuri. 

### Manșa a 2-a
Manșa a 2-a a fost prima rundă în care s-au desfășurat partide. La această manșă au luat parte 18 echipe, care au fost distribuite pentru tragerea la sorți în două urne valorice. Distribuția în urne a fost anunțată pe 8 iulie 2024:
| - ŽRK Crvena Zvezda - DHK Baník Most - Armada Praxis Yalıkavak SK - Hypo Niederösterreich - HC DAC Dunajská Streda - Cabooter Fortes Venlo - RK Gjorče Petrov Skopje - Sport Lisboa e Benfica - Fredrikstad Ballklubb |

| - KPR Kobierzyce - Super Amara Bera Bera - Höörs HK H 65 - GC Amicitia Zürich - Ankara Yenimahalle BSK - HSG Blomberg-Lippe - SCM Râmnicu Vâlcea - JDA Dijon Handball - Váci NKSE |

Tragerea la sorți a avut loc pe 16 iulie 2024. În urma tragerii la sorți au rezultat partidele de mai jos:
| Echipa 1               | Scor gen. | Echipa 2                   | Tur   | Retur |
| ---------------------- | --------- | -------------------------- | ----- | ----- |
| Höörs HK H 65          | 48 – 47   | RK Gjorče Petrov Skopje    | 29–21 | 19–26 |
| Sport Lisboa e Benfica | 60 – 62   | Super Amara Bera Bera      | 28–30 | 32–32 |
| Ankara Yenimahalle BSK | 65 – 99   | DHK Baník Most             | 31–55 | 34–44 |
| Cabooter Fortes Venlo  | 46 – 69   | Váci NKSE                  | 22–37 | 24–32 |
| Fredrikstad Ballklubb  | 61 – 41   | GC Amicitia Zürich         | 33–21 | 28–20 |
| JDA Dijon Handball     | 70 – 42   | Hypo Niederösterreich      | 42–26 | 28–16 |
| HSG Blomberg-Lippe     | 65 – 52   | ŽRK Crvena Zvezda          | 39–24 | 26–28 |
| SCM Râmnicu Vâlcea     | 61 – 52   | HC DAC Dunajská Streda     | 28–26 | 33–26 |
| KPR Kobierzyce         | 63 – 53   | Armada Praxis Yalıkavak SK | 36–27 | 27–26 |

### Manșa a 3-a
24 de echipe au luat parte la această manșă, din care 15 calificate direct, iar 9 avansate din manșa a 2-a. Inițial, echipa germană HSG Bensheim/Auerbach a fost distribuită în această manșă, însă pe 11 iulie 2024 s-a anunțat că, „din cauza dezinformării Federației Europene de Handbal cu privire la ordinea de înscriere a echipelor germane pentru sezonul 2024/25 al Ligii Europene EHF, a trebuit schimbată între ele ordinea echipelor germane. În consecință, echipa HSG Bensheim/Auerbach a fost calificată direct în faza grupelor, în timp ce echipa TuS Metzingen a jucat în manșa a 3-a de calificare”.
| Echipă                 | Echipă              |
| ---------------------- | ------------------- |
| TuS Metzingen          | Larvik HK           |
| Thüringer HC           | DVSC Schaeffler     |
| Sola HK                | ŽRK Zrinski Čakovec |
| Paris 92               | MKS Lublin          |
| Mosonmagyaróvári KC SE | Atticgo BM Elche    |
| RK Lokomotiva Zagreb   | IK Sävehof          |
| MKS Zagłębie Lubin     | LC Brühl            |
| Borussia Dortmund      |                     |

| Echipă                | Echipă                |
| --------------------- | --------------------- |
| DHK Baník Most        | SCM Râmnicu Vâlcea    |
| JDA Dijon Handball    | Super Amara Bera Bera |
| HSG Blomberg-Lippe    | Höörs HK H 65         |
| Fredrikstad Ballklubb | Váci NKSE             |
| KPR Kobierzyce        |                       |

Tragerea la sorți a avut loc pe 16 iulie 2024. În urma tragerii la sorți au rezultat partidele de mai jos:
| Echipa 1             | Scor gen. | Echipa 2              | Tur   | Retur |
| -------------------- | --------- | --------------------- | ----- | ----- |
| Thüringer HC         | 68 – 51   | Váci NKSE             | 34–22 | 34–29 |
| Larvik HK            | 73 – 72   | KPR Kobierzyce        | 30–29 | 43–43 |
| IK Sävehof           | 53 – 55   | MKS Zagłębie Lubin    | 30–28 | 23–27 |
| RK Lokomotiva Zagreb | 49 – 60   | Atticgo BM Elche      | 21–28 | 28–32 |
| Borussia Dortmund    | 73 – 55   | DHK Baník Most        | 36–32 | 37–23 |
| HSG Blomberg-Lippe   | 65 – 48   | TuS Metzingen         | 30–21 | 35–27 |
| Sola HK              | 70 – 55   | LC Brühl              | 33–23 | 37–32 |
| MKS Lublin           | 43 – 45   | Super Amara Bera Bera | 23–19 | 20–26 |
| Höörs HK H 65        | 48 – 63   | Paris 92              | 25–30 | 23–33 |
| SCM Râmnicu Vâlcea   | 64 – 59   | DVSC Schaeffler       | 33–31 | 31–28 |
| JDA Dijon Handball   | 69 – 29   | ŽRK Zrinski Čakovec   | 43–12 | 26–17 |

## Faza grupelor
16 echipe au luat parte la faza grupelor, din care 4 calificate direct, iar 12 avansate din manșa a 3-a:
| Echipă                | Echipă                |
| --------------------- | --------------------- |
| Ikast Håndbold        | Mosonmagyaróvári KC   |
| HSG Bensheim/Auerbach | Fredrikstad Ballklubb |
| HC Dunărea Brăila     |                       |

| Echipă             | Echipă                |
| ------------------ | --------------------- |
| JDA Dijon Handball | Sola HK               |
| Paris 92           | MKS Zagłębie Lubin    |
| HSG Blomberg-Lippe | SCM Râmnicu Vâlcea    |
| Borussia Dortmund  | Atticgo BM Elche      |
| Thüringer HC       | Super Amara Bera Bera |
| Larvik HK          |                       |

Echipele care au jucat în această fază au fost distribuite în patru grupe de câte patru. Tragerea la sorți a avut loc pe 21 noiembrie 2024. În fiecare grupă, echipele s-au înfruntat într-un turneu de tip fiecare cu fiecare, cu meciuri pe teren propriu și în deplasare. Primele două echipe din fiecare grupă s-au calificat în sferturile de finală. Echipele provenind din aceeași federație națională au fost protejate, neputând fi extrase în aceeași grupă.
| Departajare |
| --- |
| În faza grupelor, echipele au fost departajate pe bază de punctaj (2 puncte pentru victorie, 1 punct pentru meci egal, 0 puncte pentru înfrângere). La terminarea fazei grupelor, dacă două sau mai multe echipe dintr-o grupă au acumulat același număr de puncte, atunci departajarea lor s-a făcut conform regulamentului, ținând cont de următoarele criterii și în următoarea ordine: 1. Cel mai mare număr de puncte obținute în meciurile directe; 2. Golaveraj superior în meciurile directe; 3. Cel mai mare număr de goluri înscrise în meciurile directe (sau în meciul din deplasare, în cazul sistemului tur-retur); 4. Golaveraj superior în toate meciurile din grupă; 5. Cel mai bun golaveraj pozitiv în toate meciurile din grupă; În timpul fazei grupelor, doar criteriile 4–5 s-au aplicat pentru a determina clasamentul provizoriu al echipelor. |

### Grupa A
| Loc | Echipa            | MJ | V | E | Î | GM  | GP  | DG  | Pct | Calificare           |         | BRĂ     | THÜ     | LAR     | BME     |
| --- | ----------------- | -- | - | - | - | --- | --- | --- | --- | -------------------- | ------- | ------- | ------- | ------- | ------- |
| 1   | HC Dunărea Brăila | 6  | 4 | 1 | 1 | 179 | 161 | +18 | 9   | Sferturile de finală |         | —       | 26 – 22 | 33 – 33 | 33 – 15 |
| 2   | Thüringer HC      | 6  | 4 | 0 | 2 | 183 | 180 | +3  | 8   | Sferturile de finală |         | 38 – 28 | —       | 43 – 35 | 27 – 26 |
| 3   | Larvik HK         | 6  | 3 | 1 | 2 | 189 | 167 | +22 | 7   |                      |         | 24 – 27 | 38 – 25 | —       | 30 – 23 |
| 4   | Atticgo BM Elche  | 6  | 0 | 0 | 6 | 136 | 179 | −43 | 0   |                      | 29 – 32 | 27 – 28 | 16 – 29 | —       |         |

| Loc | Echipa             | MJ | V | E | Î | GM  | GP  | DG  | Pct | Calificare           |         | VÂL     | IKA     | DOR     | SOL     |
| --- | ------------------ | -- | - | - | - | --- | --- | --- | --- | -------------------- | ------- | ------- | ------- | ------- | ------- |
| 1   | SCM Râmnicu Vâlcea | 6  | 4 | 1 | 1 | 194 | 183 | +11 | 9   | Sferturile de finală |         | —       | 27 – 26 | 32 – 27 | 32 – 29 |
| 2   | Ikast Håndbold     | 6  | 4 | 0 | 2 | 185 | 176 | +9  | 8   | Sferturile de finală |         | 36 – 34 | —       | 29 – 25 | 35 – 34 |
| 3   | Borussia Dortmund  | 6  | 2 | 1 | 3 | 172 | 179 | −7  | 5   |                      |         | 31 – 31 | 30 – 27 | —       | 29 – 28 |
| 4   | Sola HK            | 6  | 1 | 0 | 5 | 183 | 196 | −13 | 2   |                      | 34 – 38 | 26 – 32 | 32 – 30 | —       |         |

| Loc | Echipa              | MJ | V | E | Î | GM  | GP  | DG  | Pct | Calificare           |         | BLO     | DIJ     | LUB     | MOS     |
| --- | ------------------- | -- | - | - | - | --- | --- | --- | --- | -------------------- | ------- | ------- | ------- | ------- | ------- |
| 1   | HSG Blomberg-Lippe  | 6  | 5 | 0 | 1 | 184 | 172 | +12 | 10  | Sferturile de finală |         | —       | 35 – 30 | 27 – 26 | 33 – 28 |
| 2   | JDA Dijon Handball  | 6  | 3 | 0 | 3 | 190 | 175 | +15 | 6   | Sferturile de finală |         | 27 – 28 | —       | 27 – 29 | 38 – 29 |
| 3   | MKS Zagłębie Lubin  | 6  | 3 | 0 | 3 | 164 | 175 | −11 | 6   |                      |         | 29 – 27 | 24 – 32 | —       | 31 – 29 |
| 4   | Mosonmagyaróvári KC | 6  | 1 | 0 | 5 | 181 | 197 | −16 | 2   |                      | 32 – 34 | 30 – 36 | 33 – 25 | —       |         |

| Loc | Echipa                | MJ | V | E | Î | GM  | GP  | DG  | Pct | Calificare           |         | AUE\|   | BER     | FRE     | PAR     |
| --- | --------------------- | -- | - | - | - | --- | --- | --- | --- | -------------------- | ------- | ------- | ------- | ------- | ------- |
| 1   | HSG Bensheim/Auerbach | 6  | 6 | 0 | 0 | 189 | 161 | +28 | 12  | Sferturile de finală |         | —       | 34 – 32 | 32 – 30 | 28 – 24 |
| 2   | Super Amara Bera Bera | 6  | 3 | 0 | 3 | 183 | 179 | +4  | 6   | Sferturile de finală |         | 29 – 31 | —       | 32 – 26 | 33 – 28 |
| 3   | Fredrikstad Ballklubb | 6  | 2 | 0 | 4 | 173 | 182 | −9  | 4   |                      |         | 28 – 39 | 33 – 24 | —       | 28 – 29 |
| 4   | Paris 92              | 6  | 1 | 0 | 5 | 152 | 175 | −23 | 2   |                      | 18 – 25 | 27 – 33 | 26 – 28 | —       |         |

| Grupă | De pe locul 1 din grupă | De pe locul 2 din grupă |
| ----- | ----------------------- | ----------------------- |
| A     | HC Dunărea Brăila       | Thüringer HC            |
| B     | SCM Râmnicu Vâlcea      | Ikast Håndbold          |
| C     | HSG Blomberg-Lippe      | JDA Dijon Handball      |
| D     | HSG Bensheim/Auerbach   | Super Amara Bera Bera   |

|  | Sferturile de finală | Sferturile de finală  | Sferturile de finală | Sferturile de finală | Sferturile de finală |    |                    | Semifinalele       | Semifinalele | Semifinalele | Semifinalele | Semifinalele |                    |             | Finala         | Finala             | Finala      | Finala | Finala |  |
|  |                      |                       |                      |                      |                      |    |                    |                    |              |              |              |              |                    |             |                |                    |             |        |        |  |
|  | 2D                   | Super Amara Bera Bera | 25                   | 26                   | 51                   |    |                    |                    |              |              |              |              |                    |             |                |                    |             |        |        |  |
|  | 1C                   | HSG Blomberg-Lippe    | 28                   | 24                   | 52                   |    |                    |                    |              |              |              |              |                    |             |                |                    |             |        |        |  |
|  | 1C                   | HSG Blomberg-Lippe    | 28                   | 24                   | 52                   |    | 1C                 | HSG Blomberg-Lippe | –            | –            | 18           |              |                    |             |                |                    |             |        |        |  |
|  |                      |                       |                      |                      |                      |    | 1C                 | HSG Blomberg-Lippe | –            | –            | 18           |              |                    |             |                |                    |             |        |        |  |
|  |                      | 2B                    | Ikast Håndbold       | –                    | –                    | 28 |                    |                    |              |              |              |              |                    |             |                |                    |             |        |        |  |
|  | 2B                   | 2B                    | Ikast Håndbold       | –                    | –                    | 28 | Ikast Håndbold     | 32                 | 29           | 61           |              |              |                    |             |                |                    |             |        |        |  |
|  | 2B                   |                       |                      |                      |                      |    | Ikast Håndbold     | 32                 | 29           | 61           |              |              |                    |             |                |                    |             |        |        |  |
|  | 1A                   | HC Dunărea Brăila     | 30                   | 30                   | 60                   |    |                    |                    |              |              |              |              |                    |             |                |                    |             |        |        |  |
|  | 1A                   | HC Dunărea Brăila     | 30                   | 30                   | 60                   |    |                    |                    |              |              |              |              |                    | 2B          | Ikast Håndbold | –                  | –           | 32     |        |  |
|  |                      |                       |                      |                      |                      |    |                    |                    |              |              |              |              |                    | 2B          | Ikast Håndbold | –                  | –           | 32     |        |  |
|  |                      | 2A                    | Thüringer HC         | –                    | –                    | 34 |                    |                    |              |              |              |              |                    |             |                |                    |             |        |        |  |
|  | 2A                   | 2A                    | Thüringer HC         | –                    | –                    | 34 | Thüringer HC       | 35                 | 30           | 65           |              |              |                    |             |                |                    |             |        |        |  |
|  | 2A                   |                       |                      |                      |                      |    | Thüringer HC       | 35                 | 30           | 65           |              |              |                    |             |                |                    |             |        |        |  |
|  | 1B                   | SCM Râmnicu Vâlcea    | 29                   | 32                   | 61                   |    |                    |                    |              |              |              |              |                    |             |                |                    |             |        |        |  |
|  | 1B                   | SCM Râmnicu Vâlcea    | 29                   | 32                   | 61                   |    | 2A                 | Thüringer HC       | –            | –            | 35           |              | Finala mică        | Finala mică | Finala mică    | Finala mică        | Finala mică |        |        |  |
|  |                      |                       |                      |                      |                      |    | 2A                 | Thüringer HC       | –            | –            | 35           |              | Finala mică        | Finala mică | Finala mică    | Finala mică        | Finala mică |        |        |  |
|  |                      | 2C                    | JDA Dijon Handball   | –                    | –                    | 29 |                    |                    |              |              |              |              |                    |             |                |                    |             |        |        |  |
|  | 2C                   | 2C                    | JDA Dijon Handball   | –                    | –                    | 29 | JDA Dijon Handball | 31                 | 28           | 59           |              | 1C           | HSG Blomberg-Lippe | –           | –              | 27                 |             |        |        |  |
|  | 2C                   |                       |                      |                      |                      |    | JDA Dijon Handball | 31                 | 28           | 59           |              | 1C           | HSG Blomberg-Lippe | –           | –              | 27                 |             |        |        |  |
|  | 1D                   | HSG Auerbach          | 27                   | 26                   | 53                   |    |                    |                    |              |              |              |              |                    |             | 2C             | JDA Dijon Handball | –           | –      | 32     |  |

| Echipa 1              | Scor gen. | Echipa 2              | Tur   | Retur |
| --------------------- | --------- | --------------------- | ----- | ----- |
| Ikast Håndbold        | 61 – 60   | HC Dunărea Brăila     | 32–30 | 29–30 |
| Thüringer HC          | 65 – 61   | SCM Râmnicu Vâlcea    | 35–29 | 30–32 |
| Super Amara Bera Bera | 51 – 52   | HSG Blomberg-Lippe    | 25–28 | 26–24 |
| JDA Dijon Handball    | 59 – 53   | HSG Bensheim/Auerbach | 31–27 | 28–26 |

|  | Semifinalele       | Semifinalele |                |    | Finala | Finala |
|  |                    |              |                |    |        |        |
|  | 3 mai 2025         |              |                |    |        |        |
|  |                    |              |                |    |        |        |
|  | HSG Blomberg-Lippe | 18           |                |    |        |        |
|  | HSG Blomberg-Lippe | 18           | 4 mai 2025     |    |        |        |
|  | Ikast Håndbold     | 28           |                |    |        |        |
|  | Ikast Håndbold     | 28           | Ikast Håndbold | 32 |        |        |
|  | 3 mai 2025         |              | Ikast Håndbold | 32 |        |        |
|  |                    | Thüringer HC | 34             |    |        |        |
|  | Thüringer HC       | Thüringer HC | 34             | 35 |        |        |
|  | Thüringer HC       |              |                | 35 |        |        |
|  | JDA Dijon Handball | 29           |                |    |        |        |
|  | JDA Dijon Handball | 29           | Finala mică    |    |        |        |
|  |                    |              |                |    |        |        |
|  | 4 mai 2025         |              |                |    |        |        |
|  |                    |              |                |    |        |        |
|  | HSG Blomberg-Lippe | 27           |                |    |        |        |
|  | HSG Blomberg-Lippe | 27           |                |    |        |        |
|  | JDA Dijon Handball | 32           |                |    |        |        |

| 3 mai 2025 15:00 | HSG Blomberg-Lippe | 18 – 28 | Ikast Håndbold | Raiffeisen Sportpark, Graz Asistență: 1050 Arbitri: Bočáková, Jánošíková |
| 3 mai 2025 15:00 | Hauf, Kühne 5      | (6–16)  | Scaglione 5    | Raiffeisen Sportpark, Graz Asistență: 1050 Arbitri: Bočáková, Jánošíková |
| 3 mai 2025 15:00 | 3×                 | Raport  | 3× 1×          | Raiffeisen Sportpark, Graz Asistență: 1050 Arbitri: Bočáková, Jánošíková |

| 3 mai 2025 18:00 | Thüringer HC | 35 – 29 | JDA Dijon Handball | Raiffeisen Sportpark, Graz Asistență: 1000 Arbitri: Murariu, Paraschiv |
| 3 mai 2025 18:00 | Reichert 16  | (21–15) | Vautier 5          | Raiffeisen Sportpark, Graz Asistență: 1000 Arbitri: Murariu, Paraschiv |
| 3 mai 2025 18:00 | 6×           | Raport  | 4× 1×              | Raiffeisen Sportpark, Graz Asistență: 1000 Arbitri: Murariu, Paraschiv |

| 4 mai 2025 15:00 | HSG Blomberg-Lippe | 27 – 32 | JDA Dijon Handball | Raiffeisen Sportpark, Graz Asistență: 1000 Arbitri: Jakovljević, Kovačević |
| 4 mai 2025 15:00 | Vegué 7            | (10–16) | Vautier 8          | Raiffeisen Sportpark, Graz Asistență: 1000 Arbitri: Jakovljević, Kovačević |
| 4 mai 2025 15:00 | 2×                 | Raport  | 4×                 | Raiffeisen Sportpark, Graz Asistență: 1000 Arbitri: Jakovljević, Kovačević |

| 4 mai 2025 18:00 | Ikast Håndbold | 32 – 34 | Thüringer HC | Raiffeisen Sportpark, Graz Asistență: 1400 Arbitri: Ilieva, Karbeska |
| 4 mai 2025 18:00 | Bakkerud 8     | (16–15) | Reichert 13  | Raiffeisen Sportpark, Graz Asistență: 1400 Arbitri: Ilieva, Karbeska |
| 4 mai 2025 18:00 | 1× 2× 1×       | Raport  | 3× 1×        | Raiffeisen Sportpark, Graz Asistență: 1400 Arbitri: Ilieva, Karbeska |

| Poz. | Nume             | Echipă             | Goluri |
| ---- | ---------------- | ------------------ | ------ |
| 1    | Johanna Reichert | Thüringer HC       | 110    |
| 2    | Nieke Kühne      | HSG Blomberg-Lippe | 71     |
| 3    | Malin Holta      | Sola HK            | 59     |
| 4    | Nina Engel       | HSG Auerbach       | 53     |
| 5    | Elke Karsten     | Atticgo BM Elche   | 50     |
| 6    | Laetitia Quist   | HSG Auerbach       | 48     |
| 7    | Emma Lindqvist   | Ikast Håndbold     | 47     |
| 7    | Stine Skogrand   | Ikast Håndbold     | 47     |
| 9    | Mireya González  | HC Dunărea Brăila  | 46     |
| 10   | Nathalie Hagman  | SCM Râmnicu Vâlcea | 45     |
| 10   | Katarina Ježić   | HC Dunărea Brăila  | 45     |

| Loc | Echipa                | MJ | V | E | Î | GM  | GP  | DG  | Pct | Calificare           |         | AUE\|   | BER     | FRE     | PAR     |
| --- | --------------------- | -- | - | - | - | --- | --- | --- | --- | -------------------- | ------- | ------- | ------- | ------- | ------- |
| 1   | HSG Bensheim/Auerbach | 6  | 6 | 0 | 0 | 189 | 161 | +28 | 12  | Sferturile de finală |         | —       | 34 – 32 | 32 – 30 | 28 – 24 |
| 2   | Super Amara Bera Bera | 6  | 3 | 0 | 3 | 183 | 179 | +4  | 6   | Sferturile de finală |         | 29 – 31 | —       | 32 – 26 | 33 – 28 |
| 3   | Fredrikstad Ballklubb | 6  | 2 | 0 | 4 | 173 | 182 | −9  | 4   |                      |         | 28 – 39 | 33 – 24 | —       | 28 – 29 |
| 4   | Paris 92              | 6  | 1 | 0 | 5 | 152 | 175 | −23 | 2   |                      | 18 – 25 | 27 – 33 | 26 – 28 | —       |         |

| Grupă | De pe locul 1 din grupă | De pe locul 2 din grupă |
| ----- | ----------------------- | ----------------------- |
| A     | HC Dunărea Brăila       | Thüringer HC            |
| B     | SCM Râmnicu Vâlcea      | Ikast Håndbold          |
| C     | HSG Blomberg-Lippe      | JDA Dijon Handball      |
| D     | HSG Bensheim/Auerbach   | Super Amara Bera Bera   |

|  | Sferturile de finală | Sferturile de finală  | Sferturile de finală | Sferturile de finală | Sferturile de finală |    |                    | Semifinalele       | Semifinalele | Semifinalele | Semifinalele | Semifinalele |                    |             | Finala         | Finala             | Finala      | Finala | Finala |  |
|  |                      |                       |                      |                      |                      |    |                    |                    |              |              |              |              |                    |             |                |                    |             |        |        |  |
|  | 2D                   | Super Amara Bera Bera | 25                   | 26                   | 51                   |    |                    |                    |              |              |              |              |                    |             |                |                    |             |        |        |  |
|  | 1C                   | HSG Blomberg-Lippe    | 28                   | 24                   | 52                   |    |                    |                    |              |              |              |              |                    |             |                |                    |             |        |        |  |
|  | 1C                   | HSG Blomberg-Lippe    | 28                   | 24                   | 52                   |    | 1C                 | HSG Blomberg-Lippe | –            | –            | 18           |              |                    |             |                |                    |             |        |        |  |
|  |                      |                       |                      |                      |                      |    | 1C                 | HSG Blomberg-Lippe | –            | –            | 18           |              |                    |             |                |                    |             |        |        |  |
|  |                      | 2B                    | Ikast Håndbold       | –                    | –                    | 28 |                    |                    |              |              |              |              |                    |             |                |                    |             |        |        |  |
|  | 2B                   | 2B                    | Ikast Håndbold       | –                    | –                    | 28 | Ikast Håndbold     | 32                 | 29           | 61           |              |              |                    |             |                |                    |             |        |        |  |
|  | 2B                   |                       |                      |                      |                      |    | Ikast Håndbold     | 32                 | 29           | 61           |              |              |                    |             |                |                    |             |        |        |  |
|  | 1A                   | HC Dunărea Brăila     | 30                   | 30                   | 60                   |    |                    |                    |              |              |              |              |                    |             |                |                    |             |        |        |  |
|  | 1A                   | HC Dunărea Brăila     | 30                   | 30                   | 60                   |    |                    |                    |              |              |              |              |                    | 2B          | Ikast Håndbold | –                  | –           | 32     |        |  |
|  |                      |                       |                      |                      |                      |    |                    |                    |              |              |              |              |                    | 2B          | Ikast Håndbold | –                  | –           | 32     |        |  |
|  |                      | 2A                    | Thüringer HC         | –                    | –                    | 34 |                    |                    |              |              |              |              |                    |             |                |                    |             |        |        |  |
|  | 2A                   | 2A                    | Thüringer HC         | –                    | –                    | 34 | Thüringer HC       | 35                 | 30           | 65           |              |              |                    |             |                |                    |             |        |        |  |
|  | 2A                   |                       |                      |                      |                      |    | Thüringer HC       | 35                 | 30           | 65           |              |              |                    |             |                |                    |             |        |        |  |
|  | 1B                   | SCM Râmnicu Vâlcea    | 29                   | 32                   | 61                   |    |                    |                    |              |              |              |              |                    |             |                |                    |             |        |        |  |
|  | 1B                   | SCM Râmnicu Vâlcea    | 29                   | 32                   | 61                   |    | 2A                 | Thüringer HC       | –            | –            | 35           |              | Finala mică        | Finala mică | Finala mică    | Finala mică        | Finala mică |        |        |  |
|  |                      |                       |                      |                      |                      |    | 2A                 | Thüringer HC       | –            | –            | 35           |              | Finala mică        | Finala mică | Finala mică    | Finala mică        | Finala mică |        |        |  |
|  |                      | 2C                    | JDA Dijon Handball   | –                    | –                    | 29 |                    |                    |              |              |              |              |                    |             |                |                    |             |        |        |  |
|  | 2C                   | 2C                    | JDA Dijon Handball   | –                    | –                    | 29 | JDA Dijon Handball | 31                 | 28           | 59           |              | 1C           | HSG Blomberg-Lippe | –           | –              | 27                 |             |        |        |  |
|  | 2C                   |                       |                      |                      |                      |    | JDA Dijon Handball | 31                 | 28           | 59           |              | 1C           | HSG Blomberg-Lippe | –           | –              | 27                 |             |        |        |  |
|  | 1D                   | HSG Auerbach          | 27                   | 26                   | 53                   |    |                    |                    |              |              |              |              |                    |             | 2C             | JDA Dijon Handball | –           | –      | 32     |  |

| Echipa 1              | Scor gen. | Echipa 2              | Tur   | Retur |
| --------------------- | --------- | --------------------- | ----- | ----- |
| Ikast Håndbold        | 61 – 60   | HC Dunărea Brăila     | 32–30 | 29–30 |
| Thüringer HC          | 65 – 61   | SCM Râmnicu Vâlcea    | 35–29 | 30–32 |
| Super Amara Bera Bera | 51 – 52   | HSG Blomberg-Lippe    | 25–28 | 26–24 |
| JDA Dijon Handball    | 59 – 53   | HSG Bensheim/Auerbach | 31–27 | 28–26 |

|  | Semifinalele       | Semifinalele |                |    | Finala | Finala |
|  |                    |              |                |    |        |        |
|  | 3 mai 2025         |              |                |    |        |        |
|  |                    |              |                |    |        |        |
|  | HSG Blomberg-Lippe | 18           |                |    |        |        |
|  | HSG Blomberg-Lippe | 18           | 4 mai 2025     |    |        |        |
|  | Ikast Håndbold     | 28           |                |    |        |        |
|  | Ikast Håndbold     | 28           | Ikast Håndbold | 32 |        |        |
|  | 3 mai 2025         |              | Ikast Håndbold | 32 |        |        |
|  |                    | Thüringer HC | 34             |    |        |        |
|  | Thüringer HC       | Thüringer HC | 34             | 35 |        |        |
|  | Thüringer HC       |              |                | 35 |        |        |
|  | JDA Dijon Handball | 29           |                |    |        |        |
|  | JDA Dijon Handball | 29           | Finala mică    |    |        |        |
|  |                    |              |                |    |        |        |
|  | 4 mai 2025         |              |                |    |        |        |
|  |                    |              |                |    |        |        |
|  | HSG Blomberg-Lippe | 27           |                |    |        |        |
|  | HSG Blomberg-Lippe | 27           |                |    |        |        |
|  | JDA Dijon Handball | 32           |                |    |        |        |

| 3 mai 2025 15:00 | HSG Blomberg-Lippe | 18 – 28 | Ikast Håndbold | Raiffeisen Sportpark, Graz Asistență: 1050 Arbitri: Bočáková, Jánošíková |
| 3 mai 2025 15:00 | Hauf, Kühne 5      | (6–16)  | Scaglione 5    | Raiffeisen Sportpark, Graz Asistență: 1050 Arbitri: Bočáková, Jánošíková |
| 3 mai 2025 15:00 | 3×                 | Raport  | 3× 1×          | Raiffeisen Sportpark, Graz Asistență: 1050 Arbitri: Bočáková, Jánošíková |

| 3 mai 2025 18:00 | Thüringer HC | 35 – 29 | JDA Dijon Handball | Raiffeisen Sportpark, Graz Asistență: 1000 Arbitri: Murariu, Paraschiv |
| 3 mai 2025 18:00 | Reichert 16  | (21–15) | Vautier 5          | Raiffeisen Sportpark, Graz Asistență: 1000 Arbitri: Murariu, Paraschiv |
| 3 mai 2025 18:00 | 6×           | Raport  | 4× 1×              | Raiffeisen Sportpark, Graz Asistență: 1000 Arbitri: Murariu, Paraschiv |

| 4 mai 2025 15:00 | HSG Blomberg-Lippe | 27 – 32 | JDA Dijon Handball | Raiffeisen Sportpark, Graz Asistență: 1000 Arbitri: Jakovljević, Kovačević |
| 4 mai 2025 15:00 | Vegué 7            | (10–16) | Vautier 8          | Raiffeisen Sportpark, Graz Asistență: 1000 Arbitri: Jakovljević, Kovačević |
| 4 mai 2025 15:00 | 2×                 | Raport  | 4×                 | Raiffeisen Sportpark, Graz Asistență: 1000 Arbitri: Jakovljević, Kovačević |

| 4 mai 2025 18:00 | Ikast Håndbold | 32 – 34 | Thüringer HC | Raiffeisen Sportpark, Graz Asistență: 1400 Arbitri: Ilieva, Karbeska |
| 4 mai 2025 18:00 | Bakkerud 8     | (16–15) | Reichert 13  | Raiffeisen Sportpark, Graz Asistență: 1400 Arbitri: Ilieva, Karbeska |
| 4 mai 2025 18:00 | 1× 2× 1×       | Raport  | 3× 1×        | Raiffeisen Sportpark, Graz Asistență: 1400 Arbitri: Ilieva, Karbeska |

| Poz. | Nume             | Echipă             | Goluri |
| ---- | ---------------- | ------------------ | ------ |
| 1    | Johanna Reichert | Thüringer HC       | 110    |
| 2    | Nieke Kühne      | HSG Blomberg-Lippe | 71     |
| 3    | Malin Holta      | Sola HK            | 59     |
| 4    | Nina Engel       | HSG Auerbach       | 53     |
| 5    | Elke Karsten     | Atticgo BM Elche   | 50     |
| 6    | Laetitia Quist   | HSG Auerbach       | 48     |
| 7    | Emma Lindqvist   | Ikast Håndbold     | 47     |
| 7    | Stine Skogrand   | Ikast Håndbold     | 47     |
| 9    | Mireya González  | HC Dunărea Brăila  | 46     |
| 10   | Nathalie Hagman  | SCM Râmnicu Vâlcea | 45     |
| 10   | Katarina Ježić   | HC Dunărea Brăila  | 45     |

| Loc | Echipa              | MJ | V | E | Î | GM  | GP  | DG  | Pct | Calificare           |         | BLO     | DIJ     | LUB     | MOS     |
| --- | ------------------- | -- | - | - | - | --- | --- | --- | --- | -------------------- | ------- | ------- | ------- | ------- | ------- |
| 1   | HSG Blomberg-Lippe  | 6  | 5 | 0 | 1 | 184 | 172 | +12 | 10  | Sferturile de finală |         | —       | 35 – 30 | 27 – 26 | 33 – 28 |
| 2   | JDA Dijon Handball  | 6  | 3 | 0 | 3 | 190 | 175 | +15 | 6   | Sferturile de finală |         | 27 – 28 | —       | 27 – 29 | 38 – 29 |
| 3   | MKS Zagłębie Lubin  | 6  | 3 | 0 | 3 | 164 | 175 | −11 | 6   |                      |         | 29 – 27 | 24 – 32 | —       | 31 – 29 |
| 4   | Mosonmagyaróvári KC | 6  | 1 | 0 | 5 | 181 | 197 | −16 | 2   |                      | 32 – 34 | 30 – 36 | 33 – 25 | —       |         |

| Loc | Echipa                | MJ | V | E | Î | GM  | GP  | DG  | Pct | Calificare           |         | AUE\|   | BER     | FRE     | PAR     |
| --- | --------------------- | -- | - | - | - | --- | --- | --- | --- | -------------------- | ------- | ------- | ------- | ------- | ------- |
| 1   | HSG Bensheim/Auerbach | 6  | 6 | 0 | 0 | 189 | 161 | +28 | 12  | Sferturile de finală |         | —       | 34 – 32 | 32 – 30 | 28 – 24 |
| 2   | Super Amara Bera Bera | 6  | 3 | 0 | 3 | 183 | 179 | +4  | 6   | Sferturile de finală |         | 29 – 31 | —       | 32 – 26 | 33 – 28 |
| 3   | Fredrikstad Ballklubb | 6  | 2 | 0 | 4 | 173 | 182 | −9  | 4   |                      |         | 28 – 39 | 33 – 24 | —       | 28 – 29 |
| 4   | Paris 92              | 6  | 1 | 0 | 5 | 152 | 175 | −23 | 2   |                      | 18 – 25 | 27 – 33 | 26 – 28 | —       |         |

| Grupă | De pe locul 1 din grupă | De pe locul 2 din grupă |
| ----- | ----------------------- | ----------------------- |
| A     | HC Dunărea Brăila       | Thüringer HC            |
| B     | SCM Râmnicu Vâlcea      | Ikast Håndbold          |
| C     | HSG Blomberg-Lippe      | JDA Dijon Handball      |
| D     | HSG Bensheim/Auerbach   | Super Amara Bera Bera   |

|  | Sferturile de finală | Sferturile de finală  | Sferturile de finală | Sferturile de finală | Sferturile de finală |    |                    | Semifinalele       | Semifinalele | Semifinalele | Semifinalele | Semifinalele |                    |             | Finala         | Finala             | Finala      | Finala | Finala |  |
|  |                      |                       |                      |                      |                      |    |                    |                    |              |              |              |              |                    |             |                |                    |             |        |        |  |
|  | 2D                   | Super Amara Bera Bera | 25                   | 26                   | 51                   |    |                    |                    |              |              |              |              |                    |             |                |                    |             |        |        |  |
|  | 1C                   | HSG Blomberg-Lippe    | 28                   | 24                   | 52                   |    |                    |                    |              |              |              |              |                    |             |                |                    |             |        |        |  |
|  | 1C                   | HSG Blomberg-Lippe    | 28                   | 24                   | 52                   |    | 1C                 | HSG Blomberg-Lippe | –            | –            | 18           |              |                    |             |                |                    |             |        |        |  |
|  |                      |                       |                      |                      |                      |    | 1C                 | HSG Blomberg-Lippe | –            | –            | 18           |              |                    |             |                |                    |             |        |        |  |
|  |                      | 2B                    | Ikast Håndbold       | –                    | –                    | 28 |                    |                    |              |              |              |              |                    |             |                |                    |             |        |        |  |
|  | 2B                   | 2B                    | Ikast Håndbold       | –                    | –                    | 28 | Ikast Håndbold     | 32                 | 29           | 61           |              |              |                    |             |                |                    |             |        |        |  |
|  | 2B                   |                       |                      |                      |                      |    | Ikast Håndbold     | 32                 | 29           | 61           |              |              |                    |             |                |                    |             |        |        |  |
|  | 1A                   | HC Dunărea Brăila     | 30                   | 30                   | 60                   |    |                    |                    |              |              |              |              |                    |             |                |                    |             |        |        |  |
|  | 1A                   | HC Dunărea Brăila     | 30                   | 30                   | 60                   |    |                    |                    |              |              |              |              |                    | 2B          | Ikast Håndbold | –                  | –           | 32     |        |  |
|  |                      |                       |                      |                      |                      |    |                    |                    |              |              |              |              |                    | 2B          | Ikast Håndbold | –                  | –           | 32     |        |  |
|  |                      | 2A                    | Thüringer HC         | –                    | –                    | 34 |                    |                    |              |              |              |              |                    |             |                |                    |             |        |        |  |
|  | 2A                   | 2A                    | Thüringer HC         | –                    | –                    | 34 | Thüringer HC       | 35                 | 30           | 65           |              |              |                    |             |                |                    |             |        |        |  |
|  | 2A                   |                       |                      |                      |                      |    | Thüringer HC       | 35                 | 30           | 65           |              |              |                    |             |                |                    |             |        |        |  |
|  | 1B                   | SCM Râmnicu Vâlcea    | 29                   | 32                   | 61                   |    |                    |                    |              |              |              |              |                    |             |                |                    |             |        |        |  |
|  | 1B                   | SCM Râmnicu Vâlcea    | 29                   | 32                   | 61                   |    | 2A                 | Thüringer HC       | –            | –            | 35           |              | Finala mică        | Finala mică | Finala mică    | Finala mică        | Finala mică |        |        |  |
|  |                      |                       |                      |                      |                      |    | 2A                 | Thüringer HC       | –            | –            | 35           |              | Finala mică        | Finala mică | Finala mică    | Finala mică        | Finala mică |        |        |  |
|  |                      | 2C                    | JDA Dijon Handball   | –                    | –                    | 29 |                    |                    |              |              |              |              |                    |             |                |                    |             |        |        |  |
|  | 2C                   | 2C                    | JDA Dijon Handball   | –                    | –                    | 29 | JDA Dijon Handball | 31                 | 28           | 59           |              | 1C           | HSG Blomberg-Lippe | –           | –              | 27                 |             |        |        |  |
|  | 2C                   |                       |                      |                      |                      |    | JDA Dijon Handball | 31                 | 28           | 59           |              | 1C           | HSG Blomberg-Lippe | –           | –              | 27                 |             |        |        |  |
|  | 1D                   | HSG Auerbach          | 27                   | 26                   | 53                   |    |                    |                    |              |              |              |              |                    |             | 2C             | JDA Dijon Handball | –           | –      | 32     |  |

| Echipa 1              | Scor gen. | Echipa 2              | Tur   | Retur |
| --------------------- | --------- | --------------------- | ----- | ----- |
| Ikast Håndbold        | 61 – 60   | HC Dunărea Brăila     | 32–30 | 29–30 |
| Thüringer HC          | 65 – 61   | SCM Râmnicu Vâlcea    | 35–29 | 30–32 |
| Super Amara Bera Bera | 51 – 52   | HSG Blomberg-Lippe    | 25–28 | 26–24 |
| JDA Dijon Handball    | 59 – 53   | HSG Bensheim/Auerbach | 31–27 | 28–26 |

|  | Semifinalele       | Semifinalele |                |    | Finala | Finala |
|  |                    |              |                |    |        |        |
|  | 3 mai 2025         |              |                |    |        |        |
|  |                    |              |                |    |        |        |
|  | HSG Blomberg-Lippe | 18           |                |    |        |        |
|  | HSG Blomberg-Lippe | 18           | 4 mai 2025     |    |        |        |
|  | Ikast Håndbold     | 28           |                |    |        |        |
|  | Ikast Håndbold     | 28           | Ikast Håndbold | 32 |        |        |
|  | 3 mai 2025         |              | Ikast Håndbold | 32 |        |        |
|  |                    | Thüringer HC | 34             |    |        |        |
|  | Thüringer HC       | Thüringer HC | 34             | 35 |        |        |
|  | Thüringer HC       |              |                | 35 |        |        |
|  | JDA Dijon Handball | 29           |                |    |        |        |
|  | JDA Dijon Handball | 29           | Finala mică    |    |        |        |
|  |                    |              |                |    |        |        |
|  | 4 mai 2025         |              |                |    |        |        |
|  |                    |              |                |    |        |        |
|  | HSG Blomberg-Lippe | 27           |                |    |        |        |
|  | HSG Blomberg-Lippe | 27           |                |    |        |        |
|  | JDA Dijon Handball | 32           |                |    |        |        |

| 3 mai 2025 15:00 | HSG Blomberg-Lippe | 18 – 28 | Ikast Håndbold | Raiffeisen Sportpark, Graz Asistență: 1050 Arbitri: Bočáková, Jánošíková |
| 3 mai 2025 15:00 | Hauf, Kühne 5      | (6–16)  | Scaglione 5    | Raiffeisen Sportpark, Graz Asistență: 1050 Arbitri: Bočáková, Jánošíková |
| 3 mai 2025 15:00 | 3×                 | Raport  | 3× 1×          | Raiffeisen Sportpark, Graz Asistență: 1050 Arbitri: Bočáková, Jánošíková |

| 3 mai 2025 18:00 | Thüringer HC | 35 – 29 | JDA Dijon Handball | Raiffeisen Sportpark, Graz Asistență: 1000 Arbitri: Murariu, Paraschiv |
| 3 mai 2025 18:00 | Reichert 16  | (21–15) | Vautier 5          | Raiffeisen Sportpark, Graz Asistență: 1000 Arbitri: Murariu, Paraschiv |
| 3 mai 2025 18:00 | 6×           | Raport  | 4× 1×              | Raiffeisen Sportpark, Graz Asistență: 1000 Arbitri: Murariu, Paraschiv |

| 4 mai 2025 15:00 | HSG Blomberg-Lippe | 27 – 32 | JDA Dijon Handball | Raiffeisen Sportpark, Graz Asistență: 1000 Arbitri: Jakovljević, Kovačević |
| 4 mai 2025 15:00 | Vegué 7            | (10–16) | Vautier 8          | Raiffeisen Sportpark, Graz Asistență: 1000 Arbitri: Jakovljević, Kovačević |
| 4 mai 2025 15:00 | 2×                 | Raport  | 4×                 | Raiffeisen Sportpark, Graz Asistență: 1000 Arbitri: Jakovljević, Kovačević |

| 4 mai 2025 18:00 | Ikast Håndbold | 32 – 34 | Thüringer HC | Raiffeisen Sportpark, Graz Asistență: 1400 Arbitri: Ilieva, Karbeska |
| 4 mai 2025 18:00 | Bakkerud 8     | (16–15) | Reichert 13  | Raiffeisen Sportpark, Graz Asistență: 1400 Arbitri: Ilieva, Karbeska |
| 4 mai 2025 18:00 | 1× 2× 1×       | Raport  | 3× 1×        | Raiffeisen Sportpark, Graz Asistență: 1400 Arbitri: Ilieva, Karbeska |

| Poz. | Nume             | Echipă             | Goluri |
| ---- | ---------------- | ------------------ | ------ |
| 1    | Johanna Reichert | Thüringer HC       | 110    |
| 2    | Nieke Kühne      | HSG Blomberg-Lippe | 71     |
| 3    | Malin Holta      | Sola HK            | 59     |
| 4    | Nina Engel       | HSG Auerbach       | 53     |
| 5    | Elke Karsten     | Atticgo BM Elche   | 50     |
| 6    | Laetitia Quist   | HSG Auerbach       | 48     |
| 7    | Emma Lindqvist   | Ikast Håndbold     | 47     |
| 7    | Stine Skogrand   | Ikast Håndbold     | 47     |
| 9    | Mireya González  | HC Dunărea Brăila  | 46     |
| 10   | Nathalie Hagman  | SCM Râmnicu Vâlcea | 45     |
| 10   | Katarina Ježić   | HC Dunărea Brăila  | 45     |

| Loc | Echipa                | MJ | V | E | Î | GM  | GP  | DG  | Pct | Calificare           |         | AUE\|   | BER     | FRE     | PAR     |
| --- | --------------------- | -- | - | - | - | --- | --- | --- | --- | -------------------- | ------- | ------- | ------- | ------- | ------- |
| 1   | HSG Bensheim/Auerbach | 6  | 6 | 0 | 0 | 189 | 161 | +28 | 12  | Sferturile de finală |         | —       | 34 – 32 | 32 – 30 | 28 – 24 |
| 2   | Super Amara Bera Bera | 6  | 3 | 0 | 3 | 183 | 179 | +4  | 6   | Sferturile de finală |         | 29 – 31 | —       | 32 – 26 | 33 – 28 |
| 3   | Fredrikstad Ballklubb | 6  | 2 | 0 | 4 | 173 | 182 | −9  | 4   |                      |         | 28 – 39 | 33 – 24 | —       | 28 – 29 |
| 4   | Paris 92              | 6  | 1 | 0 | 5 | 152 | 175 | −23 | 2   |                      | 18 – 25 | 27 – 33 | 26 – 28 | —       |         |

| Grupă | De pe locul 1 din grupă | De pe locul 2 din grupă |
| ----- | ----------------------- | ----------------------- |
| A     | HC Dunărea Brăila       | Thüringer HC            |
| B     | SCM Râmnicu Vâlcea      | Ikast Håndbold          |
| C     | HSG Blomberg-Lippe      | JDA Dijon Handball      |
| D     | HSG Bensheim/Auerbach   | Super Amara Bera Bera   |

|  | Sferturile de finală | Sferturile de finală  | Sferturile de finală | Sferturile de finală | Sferturile de finală |    |                    | Semifinalele       | Semifinalele | Semifinalele | Semifinalele | Semifinalele |                    |             | Finala         | Finala             | Finala      | Finala | Finala |  |
|  |                      |                       |                      |                      |                      |    |                    |                    |              |              |              |              |                    |             |                |                    |             |        |        |  |
|  | 2D                   | Super Amara Bera Bera | 25                   | 26                   | 51                   |    |                    |                    |              |              |              |              |                    |             |                |                    |             |        |        |  |
|  | 1C                   | HSG Blomberg-Lippe    | 28                   | 24                   | 52                   |    |                    |                    |              |              |              |              |                    |             |                |                    |             |        |        |  |
|  | 1C                   | HSG Blomberg-Lippe    | 28                   | 24                   | 52                   |    | 1C                 | HSG Blomberg-Lippe | –            | –            | 18           |              |                    |             |                |                    |             |        |        |  |
|  |                      |                       |                      |                      |                      |    | 1C                 | HSG Blomberg-Lippe | –            | –            | 18           |              |                    |             |                |                    |             |        |        |  |
|  |                      | 2B                    | Ikast Håndbold       | –                    | –                    | 28 |                    |                    |              |              |              |              |                    |             |                |                    |             |        |        |  |
|  | 2B                   | 2B                    | Ikast Håndbold       | –                    | –                    | 28 | Ikast Håndbold     | 32                 | 29           | 61           |              |              |                    |             |                |                    |             |        |        |  |
|  | 2B                   |                       |                      |                      |                      |    | Ikast Håndbold     | 32                 | 29           | 61           |              |              |                    |             |                |                    |             |        |        |  |
|  | 1A                   | HC Dunărea Brăila     | 30                   | 30                   | 60                   |    |                    |                    |              |              |              |              |                    |             |                |                    |             |        |        |  |
|  | 1A                   | HC Dunărea Brăila     | 30                   | 30                   | 60                   |    |                    |                    |              |              |              |              |                    | 2B          | Ikast Håndbold | –                  | –           | 32     |        |  |
|  |                      |                       |                      |                      |                      |    |                    |                    |              |              |              |              |                    | 2B          | Ikast Håndbold | –                  | –           | 32     |        |  |
|  |                      | 2A                    | Thüringer HC         | –                    | –                    | 34 |                    |                    |              |              |              |              |                    |             |                |                    |             |        |        |  |
|  | 2A                   | 2A                    | Thüringer HC         | –                    | –                    | 34 | Thüringer HC       | 35                 | 30           | 65           |              |              |                    |             |                |                    |             |        |        |  |
|  | 2A                   |                       |                      |                      |                      |    | Thüringer HC       | 35                 | 30           | 65           |              |              |                    |             |                |                    |             |        |        |  |
|  | 1B                   | SCM Râmnicu Vâlcea    | 29                   | 32                   | 61                   |    |                    |                    |              |              |              |              |                    |             |                |                    |             |        |        |  |
|  | 1B                   | SCM Râmnicu Vâlcea    | 29                   | 32                   | 61                   |    | 2A                 | Thüringer HC       | –            | –            | 35           |              | Finala mică        | Finala mică | Finala mică    | Finala mică        | Finala mică |        |        |  |
|  |                      |                       |                      |                      |                      |    | 2A                 | Thüringer HC       | –            | –            | 35           |              | Finala mică        | Finala mică | Finala mică    | Finala mică        | Finala mică |        |        |  |
|  |                      | 2C                    | JDA Dijon Handball   | –                    | –                    | 29 |                    |                    |              |              |              |              |                    |             |                |                    |             |        |        |  |
|  | 2C                   | 2C                    | JDA Dijon Handball   | –                    | –                    | 29 | JDA Dijon Handball | 31                 | 28           | 59           |              | 1C           | HSG Blomberg-Lippe | –           | –              | 27                 |             |        |        |  |
|  | 2C                   |                       |                      |                      |                      |    | JDA Dijon Handball | 31                 | 28           | 59           |              | 1C           | HSG Blomberg-Lippe | –           | –              | 27                 |             |        |        |  |
|  | 1D                   | HSG Auerbach          | 27                   | 26                   | 53                   |    |                    |                    |              |              |              |              |                    |             | 2C             | JDA Dijon Handball | –           | –      | 32     |  |

| Echipa 1              | Scor gen. | Echipa 2              | Tur   | Retur |
| --------------------- | --------- | --------------------- | ----- | ----- |
| Ikast Håndbold        | 61 – 60   | HC Dunărea Brăila     | 32–30 | 29–30 |
| Thüringer HC          | 65 – 61   | SCM Râmnicu Vâlcea    | 35–29 | 30–32 |
| Super Amara Bera Bera | 51 – 52   | HSG Blomberg-Lippe    | 25–28 | 26–24 |
| JDA Dijon Handball    | 59 – 53   | HSG Bensheim/Auerbach | 31–27 | 28–26 |

|  | Semifinalele       | Semifinalele |                |    | Finala | Finala |
|  |                    |              |                |    |        |        |
|  | 3 mai 2025         |              |                |    |        |        |
|  |                    |              |                |    |        |        |
|  | HSG Blomberg-Lippe | 18           |                |    |        |        |
|  | HSG Blomberg-Lippe | 18           | 4 mai 2025     |    |        |        |
|  | Ikast Håndbold     | 28           |                |    |        |        |
|  | Ikast Håndbold     | 28           | Ikast Håndbold | 32 |        |        |
|  | 3 mai 2025         |              | Ikast Håndbold | 32 |        |        |
|  |                    | Thüringer HC | 34             |    |        |        |
|  | Thüringer HC       | Thüringer HC | 34             | 35 |        |        |
|  | Thüringer HC       |              |                | 35 |        |        |
|  | JDA Dijon Handball | 29           |                |    |        |        |
|  | JDA Dijon Handball | 29           | Finala mică    |    |        |        |
|  |                    |              |                |    |        |        |
|  | 4 mai 2025         |              |                |    |        |        |
|  |                    |              |                |    |        |        |
|  | HSG Blomberg-Lippe | 27           |                |    |        |        |
|  | HSG Blomberg-Lippe | 27           |                |    |        |        |
|  | JDA Dijon Handball | 32           |                |    |        |        |

| 3 mai 2025 15:00 | HSG Blomberg-Lippe | 18 – 28 | Ikast Håndbold | Raiffeisen Sportpark, Graz Asistență: 1050 Arbitri: Bočáková, Jánošíková |
| 3 mai 2025 15:00 | Hauf, Kühne 5      | (6–16)  | Scaglione 5    | Raiffeisen Sportpark, Graz Asistență: 1050 Arbitri: Bočáková, Jánošíková |
| 3 mai 2025 15:00 | 3×                 | Raport  | 3× 1×          | Raiffeisen Sportpark, Graz Asistență: 1050 Arbitri: Bočáková, Jánošíková |

| 3 mai 2025 18:00 | Thüringer HC | 35 – 29 | JDA Dijon Handball | Raiffeisen Sportpark, Graz Asistență: 1000 Arbitri: Murariu, Paraschiv |
| 3 mai 2025 18:00 | Reichert 16  | (21–15) | Vautier 5          | Raiffeisen Sportpark, Graz Asistență: 1000 Arbitri: Murariu, Paraschiv |
| 3 mai 2025 18:00 | 6×           | Raport  | 4× 1×              | Raiffeisen Sportpark, Graz Asistență: 1000 Arbitri: Murariu, Paraschiv |

| 4 mai 2025 15:00 | HSG Blomberg-Lippe | 27 – 32 | JDA Dijon Handball | Raiffeisen Sportpark, Graz Asistență: 1000 Arbitri: Jakovljević, Kovačević |
| 4 mai 2025 15:00 | Vegué 7            | (10–16) | Vautier 8          | Raiffeisen Sportpark, Graz Asistență: 1000 Arbitri: Jakovljević, Kovačević |
| 4 mai 2025 15:00 | 2×                 | Raport  | 4×                 | Raiffeisen Sportpark, Graz Asistență: 1000 Arbitri: Jakovljević, Kovačević |

| 4 mai 2025 18:00 | Ikast Håndbold | 32 – 34 | Thüringer HC | Raiffeisen Sportpark, Graz Asistență: 1400 Arbitri: Ilieva, Karbeska |
| 4 mai 2025 18:00 | Bakkerud 8     | (16–15) | Reichert 13  | Raiffeisen Sportpark, Graz Asistență: 1400 Arbitri: Ilieva, Karbeska |
| 4 mai 2025 18:00 | 1× 2× 1×       | Raport  | 3× 1×        | Raiffeisen Sportpark, Graz Asistență: 1400 Arbitri: Ilieva, Karbeska |

| Poz. | Nume             | Echipă             | Goluri |
| ---- | ---------------- | ------------------ | ------ |
| 1    | Johanna Reichert | Thüringer HC       | 110    |
| 2    | Nieke Kühne      | HSG Blomberg-Lippe | 71     |
| 3    | Malin Holta      | Sola HK            | 59     |
| 4    | Nina Engel       | HSG Auerbach       | 53     |
| 5    | Elke Karsten     | Atticgo BM Elche   | 50     |
| 6    | Laetitia Quist   | HSG Auerbach       | 48     |
| 7    | Emma Lindqvist   | Ikast Håndbold     | 47     |
| 7    | Stine Skogrand   | Ikast Håndbold     | 47     |
| 9    | Mireya González  | HC Dunărea Brăila  | 46     |
| 10   | Nathalie Hagman  | SCM Râmnicu Vâlcea | 45     |
| 10   | Katarina Ježić   | HC Dunărea Brăila  | 45     |

| Loc | Echipa             | MJ | V | E | Î | GM  | GP  | DG  | Pct | Calificare           |         | VÂL     | IKA     | DOR     | SOL     |
| --- | ------------------ | -- | - | - | - | --- | --- | --- | --- | -------------------- | ------- | ------- | ------- | ------- | ------- |
| 1   | SCM Râmnicu Vâlcea | 6  | 4 | 1 | 1 | 194 | 183 | +11 | 9   | Sferturile de finală |         | —       | 27 – 26 | 32 – 27 | 32 – 29 |
| 2   | Ikast Håndbold     | 6  | 4 | 0 | 2 | 185 | 176 | +9  | 8   | Sferturile de finală |         | 36 – 34 | —       | 29 – 25 | 35 – 34 |
| 3   | Borussia Dortmund  | 6  | 2 | 1 | 3 | 172 | 179 | −7  | 5   |                      |         | 31 – 31 | 30 – 27 | —       | 29 – 28 |
| 4   | Sola HK            | 6  | 1 | 0 | 5 | 183 | 196 | −13 | 2   |                      | 34 – 38 | 26 – 32 | 32 – 30 | —       |         |

| Loc | Echipa              | MJ | V | E | Î | GM  | GP  | DG  | Pct | Calificare           |         | BLO     | DIJ     | LUB     | MOS     |
| --- | ------------------- | -- | - | - | - | --- | --- | --- | --- | -------------------- | ------- | ------- | ------- | ------- | ------- |
| 1   | HSG Blomberg-Lippe  | 6  | 5 | 0 | 1 | 184 | 172 | +12 | 10  | Sferturile de finală |         | —       | 35 – 30 | 27 – 26 | 33 – 28 |
| 2   | JDA Dijon Handball  | 6  | 3 | 0 | 3 | 190 | 175 | +15 | 6   | Sferturile de finală |         | 27 – 28 | —       | 27 – 29 | 38 – 29 |
| 3   | MKS Zagłębie Lubin  | 6  | 3 | 0 | 3 | 164 | 175 | −11 | 6   |                      |         | 29 – 27 | 24 – 32 | —       | 31 – 29 |
| 4   | Mosonmagyaróvári KC | 6  | 1 | 0 | 5 | 181 | 197 | −16 | 2   |                      | 32 – 34 | 30 – 36 | 33 – 25 | —       |         |

| Loc | Echipa                | MJ | V | E | Î | GM  | GP  | DG  | Pct | Calificare           |         | AUE\|   | BER     | FRE     | PAR     |
| --- | --------------------- | -- | - | - | - | --- | --- | --- | --- | -------------------- | ------- | ------- | ------- | ------- | ------- |
| 1   | HSG Bensheim/Auerbach | 6  | 6 | 0 | 0 | 189 | 161 | +28 | 12  | Sferturile de finală |         | —       | 34 – 32 | 32 – 30 | 28 – 24 |
| 2   | Super Amara Bera Bera | 6  | 3 | 0 | 3 | 183 | 179 | +4  | 6   | Sferturile de finală |         | 29 – 31 | —       | 32 – 26 | 33 – 28 |
| 3   | Fredrikstad Ballklubb | 6  | 2 | 0 | 4 | 173 | 182 | −9  | 4   |                      |         | 28 – 39 | 33 – 24 | —       | 28 – 29 |
| 4   | Paris 92              | 6  | 1 | 0 | 5 | 152 | 175 | −23 | 2   |                      | 18 – 25 | 27 – 33 | 26 – 28 | —       |         |

| Grupă | De pe locul 1 din grupă | De pe locul 2 din grupă |
| ----- | ----------------------- | ----------------------- |
| A     | HC Dunărea Brăila       | Thüringer HC            |
| B     | SCM Râmnicu Vâlcea      | Ikast Håndbold          |
| C     | HSG Blomberg-Lippe      | JDA Dijon Handball      |
| D     | HSG Bensheim/Auerbach   | Super Amara Bera Bera   |

|  | Sferturile de finală | Sferturile de finală  | Sferturile de finală | Sferturile de finală | Sferturile de finală |    |                    | Semifinalele       | Semifinalele | Semifinalele | Semifinalele | Semifinalele |                    |             | Finala         | Finala             | Finala      | Finala | Finala |  |
|  |                      |                       |                      |                      |                      |    |                    |                    |              |              |              |              |                    |             |                |                    |             |        |        |  |
|  | 2D                   | Super Amara Bera Bera | 25                   | 26                   | 51                   |    |                    |                    |              |              |              |              |                    |             |                |                    |             |        |        |  |
|  | 1C                   | HSG Blomberg-Lippe    | 28                   | 24                   | 52                   |    |                    |                    |              |              |              |              |                    |             |                |                    |             |        |        |  |
|  | 1C                   | HSG Blomberg-Lippe    | 28                   | 24                   | 52                   |    | 1C                 | HSG Blomberg-Lippe | –            | –            | 18           |              |                    |             |                |                    |             |        |        |  |
|  |                      |                       |                      |                      |                      |    | 1C                 | HSG Blomberg-Lippe | –            | –            | 18           |              |                    |             |                |                    |             |        |        |  |
|  |                      | 2B                    | Ikast Håndbold       | –                    | –                    | 28 |                    |                    |              |              |              |              |                    |             |                |                    |             |        |        |  |
|  | 2B                   | 2B                    | Ikast Håndbold       | –                    | –                    | 28 | Ikast Håndbold     | 32                 | 29           | 61           |              |              |                    |             |                |                    |             |        |        |  |
|  | 2B                   |                       |                      |                      |                      |    | Ikast Håndbold     | 32                 | 29           | 61           |              |              |                    |             |                |                    |             |        |        |  |
|  | 1A                   | HC Dunărea Brăila     | 30                   | 30                   | 60                   |    |                    |                    |              |              |              |              |                    |             |                |                    |             |        |        |  |
|  | 1A                   | HC Dunărea Brăila     | 30                   | 30                   | 60                   |    |                    |                    |              |              |              |              |                    | 2B          | Ikast Håndbold | –                  | –           | 32     |        |  |
|  |                      |                       |                      |                      |                      |    |                    |                    |              |              |              |              |                    | 2B          | Ikast Håndbold | –                  | –           | 32     |        |  |
|  |                      | 2A                    | Thüringer HC         | –                    | –                    | 34 |                    |                    |              |              |              |              |                    |             |                |                    |             |        |        |  |
|  | 2A                   | 2A                    | Thüringer HC         | –                    | –                    | 34 | Thüringer HC       | 35                 | 30           | 65           |              |              |                    |             |                |                    |             |        |        |  |
|  | 2A                   |                       |                      |                      |                      |    | Thüringer HC       | 35                 | 30           | 65           |              |              |                    |             |                |                    |             |        |        |  |
|  | 1B                   | SCM Râmnicu Vâlcea    | 29                   | 32                   | 61                   |    |                    |                    |              |              |              |              |                    |             |                |                    |             |        |        |  |
|  | 1B                   | SCM Râmnicu Vâlcea    | 29                   | 32                   | 61                   |    | 2A                 | Thüringer HC       | –            | –            | 35           |              | Finala mică        | Finala mică | Finala mică    | Finala mică        | Finala mică |        |        |  |
|  |                      |                       |                      |                      |                      |    | 2A                 | Thüringer HC       | –            | –            | 35           |              | Finala mică        | Finala mică | Finala mică    | Finala mică        | Finala mică |        |        |  |
|  |                      | 2C                    | JDA Dijon Handball   | –                    | –                    | 29 |                    |                    |              |              |              |              |                    |             |                |                    |             |        |        |  |
|  | 2C                   | 2C                    | JDA Dijon Handball   | –                    | –                    | 29 | JDA Dijon Handball | 31                 | 28           | 59           |              | 1C           | HSG Blomberg-Lippe | –           | –              | 27                 |             |        |        |  |
|  | 2C                   |                       |                      |                      |                      |    | JDA Dijon Handball | 31                 | 28           | 59           |              | 1C           | HSG Blomberg-Lippe | –           | –              | 27                 |             |        |        |  |
|  | 1D                   | HSG Auerbach          | 27                   | 26                   | 53                   |    |                    |                    |              |              |              |              |                    |             | 2C             | JDA Dijon Handball | –           | –      | 32     |  |

| Echipa 1              | Scor gen. | Echipa 2              | Tur   | Retur |
| --------------------- | --------- | --------------------- | ----- | ----- |
| Ikast Håndbold        | 61 – 60   | HC Dunărea Brăila     | 32–30 | 29–30 |
| Thüringer HC          | 65 – 61   | SCM Râmnicu Vâlcea    | 35–29 | 30–32 |
| Super Amara Bera Bera | 51 – 52   | HSG Blomberg-Lippe    | 25–28 | 26–24 |
| JDA Dijon Handball    | 59 – 53   | HSG Bensheim/Auerbach | 31–27 | 28–26 |

|  | Semifinalele       | Semifinalele |                |    | Finala | Finala |
|  |                    |              |                |    |        |        |
|  | 3 mai 2025         |              |                |    |        |        |
|  |                    |              |                |    |        |        |
|  | HSG Blomberg-Lippe | 18           |                |    |        |        |
|  | HSG Blomberg-Lippe | 18           | 4 mai 2025     |    |        |        |
|  | Ikast Håndbold     | 28           |                |    |        |        |
|  | Ikast Håndbold     | 28           | Ikast Håndbold | 32 |        |        |
|  | 3 mai 2025         |              | Ikast Håndbold | 32 |        |        |
|  |                    | Thüringer HC | 34             |    |        |        |
|  | Thüringer HC       | Thüringer HC | 34             | 35 |        |        |
|  | Thüringer HC       |              |                | 35 |        |        |
|  | JDA Dijon Handball | 29           |                |    |        |        |
|  | JDA Dijon Handball | 29           | Finala mică    |    |        |        |
|  |                    |              |                |    |        |        |
|  | 4 mai 2025         |              |                |    |        |        |
|  |                    |              |                |    |        |        |
|  | HSG Blomberg-Lippe | 27           |                |    |        |        |
|  | HSG Blomberg-Lippe | 27           |                |    |        |        |
|  | JDA Dijon Handball | 32           |                |    |        |        |

| 3 mai 2025 15:00 | HSG Blomberg-Lippe | 18 – 28 | Ikast Håndbold | Raiffeisen Sportpark, Graz Asistență: 1050 Arbitri: Bočáková, Jánošíková |
| 3 mai 2025 15:00 | Hauf, Kühne 5      | (6–16)  | Scaglione 5    | Raiffeisen Sportpark, Graz Asistență: 1050 Arbitri: Bočáková, Jánošíková |
| 3 mai 2025 15:00 | 3×                 | Raport  | 3× 1×          | Raiffeisen Sportpark, Graz Asistență: 1050 Arbitri: Bočáková, Jánošíková |

| 3 mai 2025 18:00 | Thüringer HC | 35 – 29 | JDA Dijon Handball | Raiffeisen Sportpark, Graz Asistență: 1000 Arbitri: Murariu, Paraschiv |
| 3 mai 2025 18:00 | Reichert 16  | (21–15) | Vautier 5          | Raiffeisen Sportpark, Graz Asistență: 1000 Arbitri: Murariu, Paraschiv |
| 3 mai 2025 18:00 | 6×           | Raport  | 4× 1×              | Raiffeisen Sportpark, Graz Asistență: 1000 Arbitri: Murariu, Paraschiv |

| 4 mai 2025 15:00 | HSG Blomberg-Lippe | 27 – 32 | JDA Dijon Handball | Raiffeisen Sportpark, Graz Asistență: 1000 Arbitri: Jakovljević, Kovačević |
| 4 mai 2025 15:00 | Vegué 7            | (10–16) | Vautier 8          | Raiffeisen Sportpark, Graz Asistență: 1000 Arbitri: Jakovljević, Kovačević |
| 4 mai 2025 15:00 | 2×                 | Raport  | 4×                 | Raiffeisen Sportpark, Graz Asistență: 1000 Arbitri: Jakovljević, Kovačević |

| 4 mai 2025 18:00 | Ikast Håndbold | 32 – 34 | Thüringer HC | Raiffeisen Sportpark, Graz Asistență: 1400 Arbitri: Ilieva, Karbeska |
| 4 mai 2025 18:00 | Bakkerud 8     | (16–15) | Reichert 13  | Raiffeisen Sportpark, Graz Asistență: 1400 Arbitri: Ilieva, Karbeska |
| 4 mai 2025 18:00 | 1× 2× 1×       | Raport  | 3× 1×        | Raiffeisen Sportpark, Graz Asistență: 1400 Arbitri: Ilieva, Karbeska |

| Poz. | Nume             | Echipă             | Goluri |
| ---- | ---------------- | ------------------ | ------ |
| 1    | Johanna Reichert | Thüringer HC       | 110    |
| 2    | Nieke Kühne      | HSG Blomberg-Lippe | 71     |
| 3    | Malin Holta      | Sola HK            | 59     |
| 4    | Nina Engel       | HSG Auerbach       | 53     |
| 5    | Elke Karsten     | Atticgo BM Elche   | 50     |
| 6    | Laetitia Quist   | HSG Auerbach       | 48     |
| 7    | Emma Lindqvist   | Ikast Håndbold     | 47     |
| 7    | Stine Skogrand   | Ikast Håndbold     | 47     |
| 9    | Mireya González  | HC Dunărea Brăila  | 46     |
| 10   | Nathalie Hagman  | SCM Râmnicu Vâlcea | 45     |
| 10   | Katarina Ježić   | HC Dunărea Brăila  | 45     |

| Loc | Echipa                | MJ | V | E | Î | GM  | GP  | DG  | Pct | Calificare           |         | AUE\|   | BER     | FRE     | PAR     |
| --- | --------------------- | -- | - | - | - | --- | --- | --- | --- | -------------------- | ------- | ------- | ------- | ------- | ------- |
| 1   | HSG Bensheim/Auerbach | 6  | 6 | 0 | 0 | 189 | 161 | +28 | 12  | Sferturile de finală |         | —       | 34 – 32 | 32 – 30 | 28 – 24 |
| 2   | Super Amara Bera Bera | 6  | 3 | 0 | 3 | 183 | 179 | +4  | 6   | Sferturile de finală |         | 29 – 31 | —       | 32 – 26 | 33 – 28 |
| 3   | Fredrikstad Ballklubb | 6  | 2 | 0 | 4 | 173 | 182 | −9  | 4   |                      |         | 28 – 39 | 33 – 24 | —       | 28 – 29 |
| 4   | Paris 92              | 6  | 1 | 0 | 5 | 152 | 175 | −23 | 2   |                      | 18 – 25 | 27 – 33 | 26 – 28 | —       |         |

| Grupă | De pe locul 1 din grupă | De pe locul 2 din grupă |
| ----- | ----------------------- | ----------------------- |
| A     | HC Dunărea Brăila       | Thüringer HC            |
| B     | SCM Râmnicu Vâlcea      | Ikast Håndbold          |
| C     | HSG Blomberg-Lippe      | JDA Dijon Handball      |
| D     | HSG Bensheim/Auerbach   | Super Amara Bera Bera   |

|  | Sferturile de finală | Sferturile de finală  | Sferturile de finală | Sferturile de finală | Sferturile de finală |    |                    | Semifinalele       | Semifinalele | Semifinalele | Semifinalele | Semifinalele |                    |             | Finala         | Finala             | Finala      | Finala | Finala |  |
|  |                      |                       |                      |                      |                      |    |                    |                    |              |              |              |              |                    |             |                |                    |             |        |        |  |
|  | 2D                   | Super Amara Bera Bera | 25                   | 26                   | 51                   |    |                    |                    |              |              |              |              |                    |             |                |                    |             |        |        |  |
|  | 1C                   | HSG Blomberg-Lippe    | 28                   | 24                   | 52                   |    |                    |                    |              |              |              |              |                    |             |                |                    |             |        |        |  |
|  | 1C                   | HSG Blomberg-Lippe    | 28                   | 24                   | 52                   |    | 1C                 | HSG Blomberg-Lippe | –            | –            | 18           |              |                    |             |                |                    |             |        |        |  |
|  |                      |                       |                      |                      |                      |    | 1C                 | HSG Blomberg-Lippe | –            | –            | 18           |              |                    |             |                |                    |             |        |        |  |
|  |                      | 2B                    | Ikast Håndbold       | –                    | –                    | 28 |                    |                    |              |              |              |              |                    |             |                |                    |             |        |        |  |
|  | 2B                   | 2B                    | Ikast Håndbold       | –                    | –                    | 28 | Ikast Håndbold     | 32                 | 29           | 61           |              |              |                    |             |                |                    |             |        |        |  |
|  | 2B                   |                       |                      |                      |                      |    | Ikast Håndbold     | 32                 | 29           | 61           |              |              |                    |             |                |                    |             |        |        |  |
|  | 1A                   | HC Dunărea Brăila     | 30                   | 30                   | 60                   |    |                    |                    |              |              |              |              |                    |             |                |                    |             |        |        |  |
|  | 1A                   | HC Dunărea Brăila     | 30                   | 30                   | 60                   |    |                    |                    |              |              |              |              |                    | 2B          | Ikast Håndbold | –                  | –           | 32     |        |  |
|  |                      |                       |                      |                      |                      |    |                    |                    |              |              |              |              |                    | 2B          | Ikast Håndbold | –                  | –           | 32     |        |  |
|  |                      | 2A                    | Thüringer HC         | –                    | –                    | 34 |                    |                    |              |              |              |              |                    |             |                |                    |             |        |        |  |
|  | 2A                   | 2A                    | Thüringer HC         | –                    | –                    | 34 | Thüringer HC       | 35                 | 30           | 65           |              |              |                    |             |                |                    |             |        |        |  |
|  | 2A                   |                       |                      |                      |                      |    | Thüringer HC       | 35                 | 30           | 65           |              |              |                    |             |                |                    |             |        |        |  |
|  | 1B                   | SCM Râmnicu Vâlcea    | 29                   | 32                   | 61                   |    |                    |                    |              |              |              |              |                    |             |                |                    |             |        |        |  |
|  | 1B                   | SCM Râmnicu Vâlcea    | 29                   | 32                   | 61                   |    | 2A                 | Thüringer HC       | –            | –            | 35           |              | Finala mică        | Finala mică | Finala mică    | Finala mică        | Finala mică |        |        |  |
|  |                      |                       |                      |                      |                      |    | 2A                 | Thüringer HC       | –            | –            | 35           |              | Finala mică        | Finala mică | Finala mică    | Finala mică        | Finala mică |        |        |  |
|  |                      | 2C                    | JDA Dijon Handball   | –                    | –                    | 29 |                    |                    |              |              |              |              |                    |             |                |                    |             |        |        |  |
|  | 2C                   | 2C                    | JDA Dijon Handball   | –                    | –                    | 29 | JDA Dijon Handball | 31                 | 28           | 59           |              | 1C           | HSG Blomberg-Lippe | –           | –              | 27                 |             |        |        |  |
|  | 2C                   |                       |                      |                      |                      |    | JDA Dijon Handball | 31                 | 28           | 59           |              | 1C           | HSG Blomberg-Lippe | –           | –              | 27                 |             |        |        |  |
|  | 1D                   | HSG Auerbach          | 27                   | 26                   | 53                   |    |                    |                    |              |              |              |              |                    |             | 2C             | JDA Dijon Handball | –           | –      | 32     |  |

| Echipa 1              | Scor gen. | Echipa 2              | Tur   | Retur |
| --------------------- | --------- | --------------------- | ----- | ----- |
| Ikast Håndbold        | 61 – 60   | HC Dunărea Brăila     | 32–30 | 29–30 |
| Thüringer HC          | 65 – 61   | SCM Râmnicu Vâlcea    | 35–29 | 30–32 |
| Super Amara Bera Bera | 51 – 52   | HSG Blomberg-Lippe    | 25–28 | 26–24 |
| JDA Dijon Handball    | 59 – 53   | HSG Bensheim/Auerbach | 31–27 | 28–26 |

|  | Semifinalele       | Semifinalele |                |    | Finala | Finala |
|  |                    |              |                |    |        |        |
|  | 3 mai 2025         |              |                |    |        |        |
|  |                    |              |                |    |        |        |
|  | HSG Blomberg-Lippe | 18           |                |    |        |        |
|  | HSG Blomberg-Lippe | 18           | 4 mai 2025     |    |        |        |
|  | Ikast Håndbold     | 28           |                |    |        |        |
|  | Ikast Håndbold     | 28           | Ikast Håndbold | 32 |        |        |
|  | 3 mai 2025         |              | Ikast Håndbold | 32 |        |        |
|  |                    | Thüringer HC | 34             |    |        |        |
|  | Thüringer HC       | Thüringer HC | 34             | 35 |        |        |
|  | Thüringer HC       |              |                | 35 |        |        |
|  | JDA Dijon Handball | 29           |                |    |        |        |
|  | JDA Dijon Handball | 29           | Finala mică    |    |        |        |
|  |                    |              |                |    |        |        |
|  | 4 mai 2025         |              |                |    |        |        |
|  |                    |              |                |    |        |        |
|  | HSG Blomberg-Lippe | 27           |                |    |        |        |
|  | HSG Blomberg-Lippe | 27           |                |    |        |        |
|  | JDA Dijon Handball | 32           |                |    |        |        |

| 3 mai 2025 15:00 | HSG Blomberg-Lippe | 18 – 28 | Ikast Håndbold | Raiffeisen Sportpark, Graz Asistență: 1050 Arbitri: Bočáková, Jánošíková |
| 3 mai 2025 15:00 | Hauf, Kühne 5      | (6–16)  | Scaglione 5    | Raiffeisen Sportpark, Graz Asistență: 1050 Arbitri: Bočáková, Jánošíková |
| 3 mai 2025 15:00 | 3×                 | Raport  | 3× 1×          | Raiffeisen Sportpark, Graz Asistență: 1050 Arbitri: Bočáková, Jánošíková |

| 3 mai 2025 18:00 | Thüringer HC | 35 – 29 | JDA Dijon Handball | Raiffeisen Sportpark, Graz Asistență: 1000 Arbitri: Murariu, Paraschiv |
| 3 mai 2025 18:00 | Reichert 16  | (21–15) | Vautier 5          | Raiffeisen Sportpark, Graz Asistență: 1000 Arbitri: Murariu, Paraschiv |
| 3 mai 2025 18:00 | 6×           | Raport  | 4× 1×              | Raiffeisen Sportpark, Graz Asistență: 1000 Arbitri: Murariu, Paraschiv |

| 4 mai 2025 15:00 | HSG Blomberg-Lippe | 27 – 32 | JDA Dijon Handball | Raiffeisen Sportpark, Graz Asistență: 1000 Arbitri: Jakovljević, Kovačević |
| 4 mai 2025 15:00 | Vegué 7            | (10–16) | Vautier 8          | Raiffeisen Sportpark, Graz Asistență: 1000 Arbitri: Jakovljević, Kovačević |
| 4 mai 2025 15:00 | 2×                 | Raport  | 4×                 | Raiffeisen Sportpark, Graz Asistență: 1000 Arbitri: Jakovljević, Kovačević |

| 4 mai 2025 18:00 | Ikast Håndbold | 32 – 34 | Thüringer HC | Raiffeisen Sportpark, Graz Asistență: 1400 Arbitri: Ilieva, Karbeska |
| 4 mai 2025 18:00 | Bakkerud 8     | (16–15) | Reichert 13  | Raiffeisen Sportpark, Graz Asistență: 1400 Arbitri: Ilieva, Karbeska |
| 4 mai 2025 18:00 | 1× 2× 1×       | Raport  | 3× 1×        | Raiffeisen Sportpark, Graz Asistență: 1400 Arbitri: Ilieva, Karbeska |

| Poz. | Nume             | Echipă             | Goluri |
| ---- | ---------------- | ------------------ | ------ |
| 1    | Johanna Reichert | Thüringer HC       | 110    |
| 2    | Nieke Kühne      | HSG Blomberg-Lippe | 71     |
| 3    | Malin Holta      | Sola HK            | 59     |
| 4    | Nina Engel       | HSG Auerbach       | 53     |
| 5    | Elke Karsten     | Atticgo BM Elche   | 50     |
| 6    | Laetitia Quist   | HSG Auerbach       | 48     |
| 7    | Emma Lindqvist   | Ikast Håndbold     | 47     |
| 7    | Stine Skogrand   | Ikast Håndbold     | 47     |
| 9    | Mireya González  | HC Dunărea Brăila  | 46     |
| 10   | Nathalie Hagman  | SCM Râmnicu Vâlcea | 45     |
| 10   | Katarina Ježić   | HC Dunărea Brăila  | 45     |

| Loc | Echipa              | MJ | V | E | Î | GM  | GP  | DG  | Pct | Calificare           |         | BLO     | DIJ     | LUB     | MOS     |
| --- | ------------------- | -- | - | - | - | --- | --- | --- | --- | -------------------- | ------- | ------- | ------- | ------- | ------- |
| 1   | HSG Blomberg-Lippe  | 6  | 5 | 0 | 1 | 184 | 172 | +12 | 10  | Sferturile de finală |         | —       | 35 – 30 | 27 – 26 | 33 – 28 |
| 2   | JDA Dijon Handball  | 6  | 3 | 0 | 3 | 190 | 175 | +15 | 6   | Sferturile de finală |         | 27 – 28 | —       | 27 – 29 | 38 – 29 |
| 3   | MKS Zagłębie Lubin  | 6  | 3 | 0 | 3 | 164 | 175 | −11 | 6   |                      |         | 29 – 27 | 24 – 32 | —       | 31 – 29 |
| 4   | Mosonmagyaróvári KC | 6  | 1 | 0 | 5 | 181 | 197 | −16 | 2   |                      | 32 – 34 | 30 – 36 | 33 – 25 | —       |         |

| Loc | Echipa                | MJ | V | E | Î | GM  | GP  | DG  | Pct | Calificare           |         | AUE\|   | BER     | FRE     | PAR     |
| --- | --------------------- | -- | - | - | - | --- | --- | --- | --- | -------------------- | ------- | ------- | ------- | ------- | ------- |
| 1   | HSG Bensheim/Auerbach | 6  | 6 | 0 | 0 | 189 | 161 | +28 | 12  | Sferturile de finală |         | —       | 34 – 32 | 32 – 30 | 28 – 24 |
| 2   | Super Amara Bera Bera | 6  | 3 | 0 | 3 | 183 | 179 | +4  | 6   | Sferturile de finală |         | 29 – 31 | —       | 32 – 26 | 33 – 28 |
| 3   | Fredrikstad Ballklubb | 6  | 2 | 0 | 4 | 173 | 182 | −9  | 4   |                      |         | 28 – 39 | 33 – 24 | —       | 28 – 29 |
| 4   | Paris 92              | 6  | 1 | 0 | 5 | 152 | 175 | −23 | 2   |                      | 18 – 25 | 27 – 33 | 26 – 28 | —       |         |

| Grupă | De pe locul 1 din grupă | De pe locul 2 din grupă |
| ----- | ----------------------- | ----------------------- |
| A     | HC Dunărea Brăila       | Thüringer HC            |
| B     | SCM Râmnicu Vâlcea      | Ikast Håndbold          |
| C     | HSG Blomberg-Lippe      | JDA Dijon Handball      |
| D     | HSG Bensheim/Auerbach   | Super Amara Bera Bera   |

|  | Sferturile de finală | Sferturile de finală  | Sferturile de finală | Sferturile de finală | Sferturile de finală |    |                    | Semifinalele       | Semifinalele | Semifinalele | Semifinalele | Semifinalele |                    |             | Finala         | Finala             | Finala      | Finala | Finala |  |
|  |                      |                       |                      |                      |                      |    |                    |                    |              |              |              |              |                    |             |                |                    |             |        |        |  |
|  | 2D                   | Super Amara Bera Bera | 25                   | 26                   | 51                   |    |                    |                    |              |              |              |              |                    |             |                |                    |             |        |        |  |
|  | 1C                   | HSG Blomberg-Lippe    | 28                   | 24                   | 52                   |    |                    |                    |              |              |              |              |                    |             |                |                    |             |        |        |  |
|  | 1C                   | HSG Blomberg-Lippe    | 28                   | 24                   | 52                   |    | 1C                 | HSG Blomberg-Lippe | –            | –            | 18           |              |                    |             |                |                    |             |        |        |  |
|  |                      |                       |                      |                      |                      |    | 1C                 | HSG Blomberg-Lippe | –            | –            | 18           |              |                    |             |                |                    |             |        |        |  |
|  |                      | 2B                    | Ikast Håndbold       | –                    | –                    | 28 |                    |                    |              |              |              |              |                    |             |                |                    |             |        |        |  |
|  | 2B                   | 2B                    | Ikast Håndbold       | –                    | –                    | 28 | Ikast Håndbold     | 32                 | 29           | 61           |              |              |                    |             |                |                    |             |        |        |  |
|  | 2B                   |                       |                      |                      |                      |    | Ikast Håndbold     | 32                 | 29           | 61           |              |              |                    |             |                |                    |             |        |        |  |
|  | 1A                   | HC Dunărea Brăila     | 30                   | 30                   | 60                   |    |                    |                    |              |              |              |              |                    |             |                |                    |             |        |        |  |
|  | 1A                   | HC Dunărea Brăila     | 30                   | 30                   | 60                   |    |                    |                    |              |              |              |              |                    | 2B          | Ikast Håndbold | –                  | –           | 32     |        |  |
|  |                      |                       |                      |                      |                      |    |                    |                    |              |              |              |              |                    | 2B          | Ikast Håndbold | –                  | –           | 32     |        |  |
|  |                      | 2A                    | Thüringer HC         | –                    | –                    | 34 |                    |                    |              |              |              |              |                    |             |                |                    |             |        |        |  |
|  | 2A                   | 2A                    | Thüringer HC         | –                    | –                    | 34 | Thüringer HC       | 35                 | 30           | 65           |              |              |                    |             |                |                    |             |        |        |  |
|  | 2A                   |                       |                      |                      |                      |    | Thüringer HC       | 35                 | 30           | 65           |              |              |                    |             |                |                    |             |        |        |  |
|  | 1B                   | SCM Râmnicu Vâlcea    | 29                   | 32                   | 61                   |    |                    |                    |              |              |              |              |                    |             |                |                    |             |        |        |  |
|  | 1B                   | SCM Râmnicu Vâlcea    | 29                   | 32                   | 61                   |    | 2A                 | Thüringer HC       | –            | –            | 35           |              | Finala mică        | Finala mică | Finala mică    | Finala mică        | Finala mică |        |        |  |
|  |                      |                       |                      |                      |                      |    | 2A                 | Thüringer HC       | –            | –            | 35           |              | Finala mică        | Finala mică | Finala mică    | Finala mică        | Finala mică |        |        |  |
|  |                      | 2C                    | JDA Dijon Handball   | –                    | –                    | 29 |                    |                    |              |              |              |              |                    |             |                |                    |             |        |        |  |
|  | 2C                   | 2C                    | JDA Dijon Handball   | –                    | –                    | 29 | JDA Dijon Handball | 31                 | 28           | 59           |              | 1C           | HSG Blomberg-Lippe | –           | –              | 27                 |             |        |        |  |
|  | 2C                   |                       |                      |                      |                      |    | JDA Dijon Handball | 31                 | 28           | 59           |              | 1C           | HSG Blomberg-Lippe | –           | –              | 27                 |             |        |        |  |
|  | 1D                   | HSG Auerbach          | 27                   | 26                   | 53                   |    |                    |                    |              |              |              |              |                    |             | 2C             | JDA Dijon Handball | –           | –      | 32     |  |

| Echipa 1              | Scor gen. | Echipa 2              | Tur   | Retur |
| --------------------- | --------- | --------------------- | ----- | ----- |
| Ikast Håndbold        | 61 – 60   | HC Dunărea Brăila     | 32–30 | 29–30 |
| Thüringer HC          | 65 – 61   | SCM Râmnicu Vâlcea    | 35–29 | 30–32 |
| Super Amara Bera Bera | 51 – 52   | HSG Blomberg-Lippe    | 25–28 | 26–24 |
| JDA Dijon Handball    | 59 – 53   | HSG Bensheim/Auerbach | 31–27 | 28–26 |

|  | Semifinalele       | Semifinalele |                |    | Finala | Finala |
|  |                    |              |                |    |        |        |
|  | 3 mai 2025         |              |                |    |        |        |
|  |                    |              |                |    |        |        |
|  | HSG Blomberg-Lippe | 18           |                |    |        |        |
|  | HSG Blomberg-Lippe | 18           | 4 mai 2025     |    |        |        |
|  | Ikast Håndbold     | 28           |                |    |        |        |
|  | Ikast Håndbold     | 28           | Ikast Håndbold | 32 |        |        |
|  | 3 mai 2025         |              | Ikast Håndbold | 32 |        |        |
|  |                    | Thüringer HC | 34             |    |        |        |
|  | Thüringer HC       | Thüringer HC | 34             | 35 |        |        |
|  | Thüringer HC       |              |                | 35 |        |        |
|  | JDA Dijon Handball | 29           |                |    |        |        |
|  | JDA Dijon Handball | 29           | Finala mică    |    |        |        |
|  |                    |              |                |    |        |        |
|  | 4 mai 2025         |              |                |    |        |        |
|  |                    |              |                |    |        |        |
|  | HSG Blomberg-Lippe | 27           |                |    |        |        |
|  | HSG Blomberg-Lippe | 27           |                |    |        |        |
|  | JDA Dijon Handball | 32           |                |    |        |        |

| 3 mai 2025 15:00 | HSG Blomberg-Lippe | 18 – 28 | Ikast Håndbold | Raiffeisen Sportpark, Graz Asistență: 1050 Arbitri: Bočáková, Jánošíková |
| 3 mai 2025 15:00 | Hauf, Kühne 5      | (6–16)  | Scaglione 5    | Raiffeisen Sportpark, Graz Asistență: 1050 Arbitri: Bočáková, Jánošíková |
| 3 mai 2025 15:00 | 3×                 | Raport  | 3× 1×          | Raiffeisen Sportpark, Graz Asistență: 1050 Arbitri: Bočáková, Jánošíková |

| 3 mai 2025 18:00 | Thüringer HC | 35 – 29 | JDA Dijon Handball | Raiffeisen Sportpark, Graz Asistență: 1000 Arbitri: Murariu, Paraschiv |
| 3 mai 2025 18:00 | Reichert 16  | (21–15) | Vautier 5          | Raiffeisen Sportpark, Graz Asistență: 1000 Arbitri: Murariu, Paraschiv |
| 3 mai 2025 18:00 | 6×           | Raport  | 4× 1×              | Raiffeisen Sportpark, Graz Asistență: 1000 Arbitri: Murariu, Paraschiv |

| 4 mai 2025 15:00 | HSG Blomberg-Lippe | 27 – 32 | JDA Dijon Handball | Raiffeisen Sportpark, Graz Asistență: 1000 Arbitri: Jakovljević, Kovačević |
| 4 mai 2025 15:00 | Vegué 7            | (10–16) | Vautier 8          | Raiffeisen Sportpark, Graz Asistență: 1000 Arbitri: Jakovljević, Kovačević |
| 4 mai 2025 15:00 | 2×                 | Raport  | 4×                 | Raiffeisen Sportpark, Graz Asistență: 1000 Arbitri: Jakovljević, Kovačević |

| 4 mai 2025 18:00 | Ikast Håndbold | 32 – 34 | Thüringer HC | Raiffeisen Sportpark, Graz Asistență: 1400 Arbitri: Ilieva, Karbeska |
| 4 mai 2025 18:00 | Bakkerud 8     | (16–15) | Reichert 13  | Raiffeisen Sportpark, Graz Asistență: 1400 Arbitri: Ilieva, Karbeska |
| 4 mai 2025 18:00 | 1× 2× 1×       | Raport  | 3× 1×        | Raiffeisen Sportpark, Graz Asistență: 1400 Arbitri: Ilieva, Karbeska |

| Poz. | Nume             | Echipă             | Goluri |
| ---- | ---------------- | ------------------ | ------ |
| 1    | Johanna Reichert | Thüringer HC       | 110    |
| 2    | Nieke Kühne      | HSG Blomberg-Lippe | 71     |
| 3    | Malin Holta      | Sola HK            | 59     |
| 4    | Nina Engel       | HSG Auerbach       | 53     |
| 5    | Elke Karsten     | Atticgo BM Elche   | 50     |
| 6    | Laetitia Quist   | HSG Auerbach       | 48     |
| 7    | Emma Lindqvist   | Ikast Håndbold     | 47     |
| 7    | Stine Skogrand   | Ikast Håndbold     | 47     |
| 9    | Mireya González  | HC Dunărea Brăila  | 46     |
| 10   | Nathalie Hagman  | SCM Râmnicu Vâlcea | 45     |
| 10   | Katarina Ježić   | HC Dunărea Brăila  | 45     |

| Loc | Echipa                | MJ | V | E | Î | GM  | GP  | DG  | Pct | Calificare           |         | AUE\|   | BER     | FRE     | PAR     |
| --- | --------------------- | -- | - | - | - | --- | --- | --- | --- | -------------------- | ------- | ------- | ------- | ------- | ------- |
| 1   | HSG Bensheim/Auerbach | 6  | 6 | 0 | 0 | 189 | 161 | +28 | 12  | Sferturile de finală |         | —       | 34 – 32 | 32 – 30 | 28 – 24 |
| 2   | Super Amara Bera Bera | 6  | 3 | 0 | 3 | 183 | 179 | +4  | 6   | Sferturile de finală |         | 29 – 31 | —       | 32 – 26 | 33 – 28 |
| 3   | Fredrikstad Ballklubb | 6  | 2 | 0 | 4 | 173 | 182 | −9  | 4   |                      |         | 28 – 39 | 33 – 24 | —       | 28 – 29 |
| 4   | Paris 92              | 6  | 1 | 0 | 5 | 152 | 175 | −23 | 2   |                      | 18 – 25 | 27 – 33 | 26 – 28 | —       |         |

| Grupă | De pe locul 1 din grupă | De pe locul 2 din grupă |
| ----- | ----------------------- | ----------------------- |
| A     | HC Dunărea Brăila       | Thüringer HC            |
| B     | SCM Râmnicu Vâlcea      | Ikast Håndbold          |
| C     | HSG Blomberg-Lippe      | JDA Dijon Handball      |
| D     | HSG Bensheim/Auerbach   | Super Amara Bera Bera   |

|  | Sferturile de finală | Sferturile de finală  | Sferturile de finală | Sferturile de finală | Sferturile de finală |    |                    | Semifinalele       | Semifinalele | Semifinalele | Semifinalele | Semifinalele |                    |             | Finala         | Finala             | Finala      | Finala | Finala |  |
|  |                      |                       |                      |                      |                      |    |                    |                    |              |              |              |              |                    |             |                |                    |             |        |        |  |
|  | 2D                   | Super Amara Bera Bera | 25                   | 26                   | 51                   |    |                    |                    |              |              |              |              |                    |             |                |                    |             |        |        |  |
|  | 1C                   | HSG Blomberg-Lippe    | 28                   | 24                   | 52                   |    |                    |                    |              |              |              |              |                    |             |                |                    |             |        |        |  |
|  | 1C                   | HSG Blomberg-Lippe    | 28                   | 24                   | 52                   |    | 1C                 | HSG Blomberg-Lippe | –            | –            | 18           |              |                    |             |                |                    |             |        |        |  |
|  |                      |                       |                      |                      |                      |    | 1C                 | HSG Blomberg-Lippe | –            | –            | 18           |              |                    |             |                |                    |             |        |        |  |
|  |                      | 2B                    | Ikast Håndbold       | –                    | –                    | 28 |                    |                    |              |              |              |              |                    |             |                |                    |             |        |        |  |
|  | 2B                   | 2B                    | Ikast Håndbold       | –                    | –                    | 28 | Ikast Håndbold     | 32                 | 29           | 61           |              |              |                    |             |                |                    |             |        |        |  |
|  | 2B                   |                       |                      |                      |                      |    | Ikast Håndbold     | 32                 | 29           | 61           |              |              |                    |             |                |                    |             |        |        |  |
|  | 1A                   | HC Dunărea Brăila     | 30                   | 30                   | 60                   |    |                    |                    |              |              |              |              |                    |             |                |                    |             |        |        |  |
|  | 1A                   | HC Dunărea Brăila     | 30                   | 30                   | 60                   |    |                    |                    |              |              |              |              |                    | 2B          | Ikast Håndbold | –                  | –           | 32     |        |  |
|  |                      |                       |                      |                      |                      |    |                    |                    |              |              |              |              |                    | 2B          | Ikast Håndbold | –                  | –           | 32     |        |  |
|  |                      | 2A                    | Thüringer HC         | –                    | –                    | 34 |                    |                    |              |              |              |              |                    |             |                |                    |             |        |        |  |
|  | 2A                   | 2A                    | Thüringer HC         | –                    | –                    | 34 | Thüringer HC       | 35                 | 30           | 65           |              |              |                    |             |                |                    |             |        |        |  |
|  | 2A                   |                       |                      |                      |                      |    | Thüringer HC       | 35                 | 30           | 65           |              |              |                    |             |                |                    |             |        |        |  |
|  | 1B                   | SCM Râmnicu Vâlcea    | 29                   | 32                   | 61                   |    |                    |                    |              |              |              |              |                    |             |                |                    |             |        |        |  |
|  | 1B                   | SCM Râmnicu Vâlcea    | 29                   | 32                   | 61                   |    | 2A                 | Thüringer HC       | –            | –            | 35           |              | Finala mică        | Finala mică | Finala mică    | Finala mică        | Finala mică |        |        |  |
|  |                      |                       |                      |                      |                      |    | 2A                 | Thüringer HC       | –            | –            | 35           |              | Finala mică        | Finala mică | Finala mică    | Finala mică        | Finala mică |        |        |  |
|  |                      | 2C                    | JDA Dijon Handball   | –                    | –                    | 29 |                    |                    |              |              |              |              |                    |             |                |                    |             |        |        |  |
|  | 2C                   | 2C                    | JDA Dijon Handball   | –                    | –                    | 29 | JDA Dijon Handball | 31                 | 28           | 59           |              | 1C           | HSG Blomberg-Lippe | –           | –              | 27                 |             |        |        |  |
|  | 2C                   |                       |                      |                      |                      |    | JDA Dijon Handball | 31                 | 28           | 59           |              | 1C           | HSG Blomberg-Lippe | –           | –              | 27                 |             |        |        |  |
|  | 1D                   | HSG Auerbach          | 27                   | 26                   | 53                   |    |                    |                    |              |              |              |              |                    |             | 2C             | JDA Dijon Handball | –           | –      | 32     |  |

| Echipa 1              | Scor gen. | Echipa 2              | Tur   | Retur |
| --------------------- | --------- | --------------------- | ----- | ----- |
| Ikast Håndbold        | 61 – 60   | HC Dunărea Brăila     | 32–30 | 29–30 |
| Thüringer HC          | 65 – 61   | SCM Râmnicu Vâlcea    | 35–29 | 30–32 |
| Super Amara Bera Bera | 51 – 52   | HSG Blomberg-Lippe    | 25–28 | 26–24 |
| JDA Dijon Handball    | 59 – 53   | HSG Bensheim/Auerbach | 31–27 | 28–26 |

|  | Semifinalele       | Semifinalele |                |    | Finala | Finala |
|  |                    |              |                |    |        |        |
|  | 3 mai 2025         |              |                |    |        |        |
|  |                    |              |                |    |        |        |
|  | HSG Blomberg-Lippe | 18           |                |    |        |        |
|  | HSG Blomberg-Lippe | 18           | 4 mai 2025     |    |        |        |
|  | Ikast Håndbold     | 28           |                |    |        |        |
|  | Ikast Håndbold     | 28           | Ikast Håndbold | 32 |        |        |
|  | 3 mai 2025         |              | Ikast Håndbold | 32 |        |        |
|  |                    | Thüringer HC | 34             |    |        |        |
|  | Thüringer HC       | Thüringer HC | 34             | 35 |        |        |
|  | Thüringer HC       |              |                | 35 |        |        |
|  | JDA Dijon Handball | 29           |                |    |        |        |
|  | JDA Dijon Handball | 29           | Finala mică    |    |        |        |
|  |                    |              |                |    |        |        |
|  | 4 mai 2025         |              |                |    |        |        |
|  |                    |              |                |    |        |        |
|  | HSG Blomberg-Lippe | 27           |                |    |        |        |
|  | HSG Blomberg-Lippe | 27           |                |    |        |        |
|  | JDA Dijon Handball | 32           |                |    |        |        |

| 3 mai 2025 15:00 | HSG Blomberg-Lippe | 18 – 28 | Ikast Håndbold | Raiffeisen Sportpark, Graz Asistență: 1050 Arbitri: Bočáková, Jánošíková |
| 3 mai 2025 15:00 | Hauf, Kühne 5      | (6–16)  | Scaglione 5    | Raiffeisen Sportpark, Graz Asistență: 1050 Arbitri: Bočáková, Jánošíková |
| 3 mai 2025 15:00 | 3×                 | Raport  | 3× 1×          | Raiffeisen Sportpark, Graz Asistență: 1050 Arbitri: Bočáková, Jánošíková |

| 3 mai 2025 18:00 | Thüringer HC | 35 – 29 | JDA Dijon Handball | Raiffeisen Sportpark, Graz Asistență: 1000 Arbitri: Murariu, Paraschiv |
| 3 mai 2025 18:00 | Reichert 16  | (21–15) | Vautier 5          | Raiffeisen Sportpark, Graz Asistență: 1000 Arbitri: Murariu, Paraschiv |
| 3 mai 2025 18:00 | 6×           | Raport  | 4× 1×              | Raiffeisen Sportpark, Graz Asistență: 1000 Arbitri: Murariu, Paraschiv |

| 4 mai 2025 15:00 | HSG Blomberg-Lippe | 27 – 32 | JDA Dijon Handball | Raiffeisen Sportpark, Graz Asistență: 1000 Arbitri: Jakovljević, Kovačević |
| 4 mai 2025 15:00 | Vegué 7            | (10–16) | Vautier 8          | Raiffeisen Sportpark, Graz Asistență: 1000 Arbitri: Jakovljević, Kovačević |
| 4 mai 2025 15:00 | 2×                 | Raport  | 4×                 | Raiffeisen Sportpark, Graz Asistență: 1000 Arbitri: Jakovljević, Kovačević |

| 4 mai 2025 18:00 | Ikast Håndbold | 32 – 34 | Thüringer HC | Raiffeisen Sportpark, Graz Asistență: 1400 Arbitri: Ilieva, Karbeska |
| 4 mai 2025 18:00 | Bakkerud 8     | (16–15) | Reichert 13  | Raiffeisen Sportpark, Graz Asistență: 1400 Arbitri: Ilieva, Karbeska |
| 4 mai 2025 18:00 | 1× 2× 1×       | Raport  | 3× 1×        | Raiffeisen Sportpark, Graz Asistență: 1400 Arbitri: Ilieva, Karbeska |

| Poz. | Nume             | Echipă             | Goluri |
| ---- | ---------------- | ------------------ | ------ |
| 1    | Johanna Reichert | Thüringer HC       | 110    |
| 2    | Nieke Kühne      | HSG Blomberg-Lippe | 71     |
| 3    | Malin Holta      | Sola HK            | 59     |
| 4    | Nina Engel       | HSG Auerbach       | 53     |
| 5    | Elke Karsten     | Atticgo BM Elche   | 50     |
| 6    | Laetitia Quist   | HSG Auerbach       | 48     |
| 7    | Emma Lindqvist   | Ikast Håndbold     | 47     |
| 7    | Stine Skogrand   | Ikast Håndbold     | 47     |
| 9    | Mireya González  | HC Dunărea Brăila  | 46     |
| 10   | Nathalie Hagman  | SCM Râmnicu Vâlcea | 45     |
| 10   | Katarina Ježić   | HC Dunărea Brăila  | 45     |